# Autobus de La Rochelle
Pour un article plus général, voir Transports en commun de La Rochelle.

## Présentation
Depuis la restructuration du 4 septembre 2017, et des modifications apportées le 25 août 2025, le réseau de bus Yélo se compose de:
- 4 lignes structurantes nommées « Illico » (numérotées de 1 à 4) ;
- 17 lignes régulières (numérotées de 5 à 22) ;
- 1 Navette Cœur de Ville ;
- 7 lignes dominicales (numérotées de D1 à D9) ;
- 3 lignes nocturnes (numérotées de N1 à N3) ;
- 3 services de transport à la demande (numérotés de 30 à 32) ;
- 2 lignes estivales vers l'Île de Ré (numérotées de 50 à 51) ;
- 81 lignes scolaires (numérotées de 201 à 401).

## Lignes du réseau
Les bus sont accessibles aux fauteuils roulants sur les arrêts aménagés à cet effet et uniquement pour les bus dont les horaires sont indiqués sur les fiches.

### Lignes de semaine

#### Lignes Illico (1 à 4)
| Ligne | Caractéristiques | Caractéristiques                                                                                              | Caractéristiques                                                                                              | Caractéristiques                                                                                              | Caractéristiques                                                                                              | Caractéristiques                                                                                              | Caractéristiques                                                                                              | Caractéristiques                                                                                              | Caractéristiques                                                                                              |
| 1     | Autobus de La Rochelle#Ligne 1 | Autobus de La Rochelle#Ligne 1                                                                                | Autobus de La Rochelle#Ligne 1                                                                                | Autobus de La Rochelle#Ligne 1                                                                                | Autobus de La Rochelle#Ligne 1                                                                                | Autobus de La Rochelle#Ligne 1                                                                                | Autobus de La Rochelle#Ligne 1                                                                                | Autobus de La Rochelle#Ligne 1                                                                                | Autobus de La Rochelle#Ligne 1                                                                                |
| 1     | La Rochelle — La Pallice - La Sirène (1a) / Laleu - Aéroport (1b) ⥋ Aytré — Belle Aire (Tronçon commun 1a/1b) | La Rochelle — La Pallice - La Sirène (1a) / Laleu - Aéroport (1b) ⥋ Aytré — Belle Aire (Tronçon commun 1a/1b) | La Rochelle — La Pallice - La Sirène (1a) / Laleu - Aéroport (1b) ⥋ Aytré — Belle Aire (Tronçon commun 1a/1b) | La Rochelle — La Pallice - La Sirène (1a) / Laleu - Aéroport (1b) ⥋ Aytré — Belle Aire (Tronçon commun 1a/1b) | La Rochelle — La Pallice - La Sirène (1a) / Laleu - Aéroport (1b) ⥋ Aytré — Belle Aire (Tronçon commun 1a/1b) | La Rochelle — La Pallice - La Sirène (1a) / Laleu - Aéroport (1b) ⥋ Aytré — Belle Aire (Tronçon commun 1a/1b) | La Rochelle — La Pallice - La Sirène (1a) / Laleu - Aéroport (1b) ⥋ Aytré — Belle Aire (Tronçon commun 1a/1b) | La Rochelle — La Pallice - La Sirène (1a) / Laleu - Aéroport (1b) ⥋ Aytré — Belle Aire (Tronçon commun 1a/1b) | La Rochelle — La Pallice - La Sirène (1a) / Laleu - Aéroport (1b) ⥋ Aytré — Belle Aire (Tronçon commun 1a/1b) |
| ----- | --- | --- | --- | --- | --- | --- | --- | --- | --- |
| 1     | Ouverture / Fermeture 4 septembre 2017 / — | Longueur — | Durée 35-40 min                                                                                               | Nb. d’arrêts 46                                                                                               | Matériel GX 327 GX 337 ELEC et GNV                                                                            | Jours de fonctionnement L, Ma, Me, J, V, S                                                                    | Jour / Soir / Nuit / Fêtes O / O / N / N                                                                      | Voy. / an —                                                                                                   | Exploitant Yélo Mobilités                                                                                     |
| 1     | Desserte : - Villes et lieux desservis : La Rochelle (La Pallice, Port La Pallice, Laleu, Aéroport de La Rochelle-Île de Ré, La Genette Saint-Maurice, Place de Verdun, Lycée J. Dautet, Collège Fromentin, Hôpital, Gare, Pont de Tasdon, Collège Albert Camus), Aytré (Mairie, Z.A. Aytré) - Gares desservies : La Rochelle-Ville | | | | | | | | |
| 1     | Autre : - Amplitudes horaires et fréquence : - Du Lundi au Vendredi : La ligne fonctionne de 5h25 à 22h20, avec un passage toutes les 10 minutes en journée et toutes les 15-20 minutes en début et fin de service. - Le Samedi : La ligne fonctionne de 6h00 à 22h15, avec un passage toutes les 15 minutes en journée et toutes les 20 minutes en début et fin de service. - Particularités : - La ligne fonctionne avec un système de branches et d'un tronçon commun : - Tronçon commun 1a/1b : Entre les arrêts Belle Aire et Rossignolette, avec un passage toutes les 10 minutes en journée. - Branche 1a : Entre les arrêts La Pallice - La Sirène et Rossignolette, avec un passage toutes les 20 minutes en journée. - Branche 1b : Entre les arrêts Laleu - Aéroport et Rossignolette, avec un passage toutes les 20 minutes en journée. | | | | | | | | |
| 1     | Dernière actualisation : 18 août 2025 | | | | | | | | |
| 2     | Autobus de La Rochelle#Ligne 2 | Autobus de La Rochelle#Ligne 2                                                                                | Autobus de La Rochelle#Ligne 2                                                                                | Autobus de La Rochelle#Ligne 2                                                                                | Autobus de La Rochelle#Ligne 2                                                                                | Autobus de La Rochelle#Ligne 2                                                                                | Autobus de La Rochelle#Ligne 2                                                                                | Autobus de La Rochelle#Ligne 2                                                                                | Autobus de La Rochelle#Ligne 2                                                                                |
| 2     | La Rochelle — Mireuil - Cimetière Paysager ⥋ La Rochelle — Villeneuve - Fabre d'Eglantine | | | | | | | | |
| 2     | Ouverture / Fermeture 4 septembre 2017 / — | Longueur 9,1 km                                                                                               | Durée 30-35 min                                                                                               | Nb. d’arrêts 31                                                                                               | Matériel GX 427 et BHNS GX 437 Hybrid Urbanway 18 Hybrid                                                      | Jours de fonctionnement L, Ma, Me, J, V, S                                                                    | Jour / Soir / Nuit / Fêtes O / O / N / N                                                                      | Voy. / an —                                                                                                   | Exploitant Yélo Mobilités                                                                                     |
| 2     | Desserte : - Ville et lieux desservis : La Rochelle (Mireuil, Cimetière Paysager, Collège Mendès France, Bel-Air La Genette, Tribunal d'Instance, Place de Verdun, Lycée J. Dautet, Collège Fromentin, Hôpital, P+R Jean Moulin, Lycée Valin, Villeneuve) - Gare desservie : La Rochelle-Ville | | | | | | | | |
| 2     | Autre : - Amplitudes horaires et fréquence : - Du Lundi au Vendredi : La ligne fonctionne de 5h20 à 22h20, avec un passage toutes les 10 minutes en journée et toutes les 15-20 minutes en début et fin de service. - Le Samedi : La ligne fonctionne de 6h00 à 22h15, avec un passage toutes les 15 minutes en journée et toutes les 30 minutes en début et fin de service. | | | | | | | | |
| 2     | Dernière actualisation : 18 août 2025 | | | | | | | | |
| 3     | Autobus de La Rochelle#Ligne 3 | Autobus de La Rochelle#Ligne 3                                                                                | Autobus de La Rochelle#Ligne 3                                                                                | Autobus de La Rochelle#Ligne 3                                                                                | Autobus de La Rochelle#Ligne 3                                                                                | Autobus de La Rochelle#Ligne 3                                                                                | Autobus de La Rochelle#Ligne 3                                                                                | Autobus de La Rochelle#Ligne 3                                                                                | Autobus de La Rochelle#Ligne 3                                                                                |
| 3     | Lagord — P+R Les Greffières ⥋ Aytré — Cottes Mailles - P+R Simone Veil | | | | | | | | |
| 3     | Ouverture / Fermeture 4 septembre 2017 / — | Longueur 808 km                                                                                               | Durée 30-40 min                                                                                               | Nb. d’arrêts 34                                                                                               | Matériel GX 427 et BHNS GX 437 Hybrid Urbanway 18 Hybrid                                                      | Jours de fonctionnement L, Ma, Me, J, V, S                                                                    | Jour / Soir / Nuit / Fêtes O / O / N / N                                                                      | Voy. / an —                                                                                                   | Exploitant Yélo Mobilités                                                                                     |
| 3     | Desserte : - Villes et lieux desservis : Lagord (P+R Les Greffières, Mairie, Zone d'Activités, Lycée Vieljeux), La Rochelle (Porte Dauphine, Gare de Porte Dauphine, Axe Nord, Place de Verdun, Lycée J. Dautet, Collège Fromentin, Gare, Les Minimes, Université de La Rochelle, Musée Maritime, Lycée Hôtelier, IUT, Bongraine), Aytré (P+R Simone Veil) - Gares desservies : La Rochelle-Ville, Porte Dauphine | | | | | | | | |
| 3     | Autre : - Amplitudes horaires et fréquence : - Du Lundi au Vendredi : La ligne fonctionne de 5h20 à 22h15, avec un passage toutes les 10 minutes en journée et toutes les 15-30 minutes en début et fin de service. - Le Samedi : La ligne fonctionne de 6h10 à 22h10, avec un passage toutes les 15 minutes en journée et toutes les 30 minutes en début et fin de service. - Particularités : - Du Lundi au Vendredi en période scolaire, en direction de P+R Simone Veil, 3 courses sont effectuées entre les arrêts Lycée Vieljeux et Maison de la Charente-Maritime. | | | | | | | | |
| 3     | Dernière actualisation : 18 août 2025 | | | | | | | | |
| 4     | Autobus de La Rochelle#Ligne 4 | Autobus de La Rochelle#Ligne 4                                                                                | Autobus de La Rochelle#Ligne 4                                                                                | Autobus de La Rochelle#Ligne 4                                                                                | Autobus de La Rochelle#Ligne 4                                                                                | Autobus de La Rochelle#Ligne 4                                                                                | Autobus de La Rochelle#Ligne 4                                                                                | Autobus de La Rochelle#Ligne 4                                                                                | Autobus de La Rochelle#Ligne 4                                                                                |
| 4     | Puilboreau — P+R Beaulieu ⥋ La Rochelle — Les Minimes - Plage des Minimes | | | | | | | | |
| 4     | Ouverture / Fermeture 4 septembre 2017 / — | Longueur 10 km                                                                                                | Durée 35-40 min                                                                                               | Nb. d’arrêts 33                                                                                               | Matériel GX 427 et BHNS GX 437 Hybrid Urbanway 18 Hybrid                                                      | Jours de fonctionnement L, Ma, Me, J, V, S                                                                    | Jour / Soir / Nuit / Fêtes O / O / N / N                                                                      | Voy. / an —                                                                                                   | Exploitant Yélo Mobilités                                                                                     |
| 4     | Desserte : - Villes et lieux desservis : Puilboreau (P+R Beaulieu, Centre Commercial, Beaulieu-Sud), La Rochelle (Clinique de l'Atlantique, Bourgogne, Porte de Cougnes, Office de Tourisme, Gare, Aquarium, Musée Maritime, Technoforum, Le Lac, Port des Minimes, Plage des Minimes) - Gare desservie : La Rochelle-Ville | | | | | | | | |
| 4     | Autre : - Amplitudes horaires et fréquence : - Du Lundi au Vendredi : La ligne fonctionne de 5h50 à 22h00, avec un passage toutes les 15 minutes en journée et toutes les 20-30 minutes en début et fin de service. - Le Samedi : La ligne fonctionne de 6h30 à 22h00, avec un passage toutes les 15 minutes en journée et toutes les 30 minutes en début et fin de service. | | | | | | | | |
| 4     | Dernière actualisation : 18 août 2025 | | | | | | | | |

#### Lignes régulières (5 à 22)
| Ligne | Caractéristiques | Caractéristiques | Caractéristiques | Caractéristiques | Caractéristiques | Caractéristiques | Caractéristiques | Caractéristiques | Caractéristiques |
| 5     | La Rochelle — Chef de Baie - Port de Pêche / Parc d'Activités des Trois Frères ⥋ Aytré — P+R Simone Veil / Gare d'Aytré | La Rochelle — Chef de Baie - Port de Pêche / Parc d'Activités des Trois Frères ⥋ Aytré — P+R Simone Veil / Gare d'Aytré | La Rochelle — Chef de Baie - Port de Pêche / Parc d'Activités des Trois Frères ⥋ Aytré — P+R Simone Veil / Gare d'Aytré | La Rochelle — Chef de Baie - Port de Pêche / Parc d'Activités des Trois Frères ⥋ Aytré — P+R Simone Veil / Gare d'Aytré | La Rochelle — Chef de Baie - Port de Pêche / Parc d'Activités des Trois Frères ⥋ Aytré — P+R Simone Veil / Gare d'Aytré | La Rochelle — Chef de Baie - Port de Pêche / Parc d'Activités des Trois Frères ⥋ Aytré — P+R Simone Veil / Gare d'Aytré | La Rochelle — Chef de Baie - Port de Pêche / Parc d'Activités des Trois Frères ⥋ Aytré — P+R Simone Veil / Gare d'Aytré | La Rochelle — Chef de Baie - Port de Pêche / Parc d'Activités des Trois Frères ⥋ Aytré — P+R Simone Veil / Gare d'Aytré | La Rochelle — Chef de Baie - Port de Pêche / Parc d'Activités des Trois Frères ⥋ Aytré — P+R Simone Veil / Gare d'Aytré |
| ----- | --- | --- | --- | --- | --- | --- | --- | --- | --- |
| 5     | Ouverture / Fermeture 25 août 2025 / — | Longueur - km | Durée 25-50 min | Nb. d’arrêts 44 | Matériel - | Jours de fonctionnement L, Ma, Me, J, V, S                                                                              | Jour / Soir / Nuit / Fêtes O / O / N / N                                                                                | Voy. / an — | Exploitant Yélo Mobilités                                                                                               |
| 5     | Desserte : - Villes et lieux desservis : La Rochelle, Aytré - Gares desservies : La Rochelle-Ville, Aytré-Plage | | | | | | | | |
| 5     | Autre : - Amplitudes horaires et fréquence : - Du Lundi au Vendredi : La ligne fonctionne de 5h55 à 21h30, avec un passage toutes les 15 minutes aux heures de pointes et toutes les 30 minutes le reste de la journée. - Le Samedi : La ligne fonctionne de 6h00 à 21h20, avec un passage toutes les 15 minutes les matins et soirs, et toutes les 30 minutes le reste de la journée. - Particularités : - Du Lundi au Vendredi, entre 7h00 et 9h00 et entre 15h55 et 18h30, une course sur trois est limitée entre les arrêts Bâtiment 23 et P+R Simone Veil. - Du Lundi au Vendredi, toute la journée, une course sur deux est origine/terminus de manière alternée aux arrêts Port de Pêche et Parc d'Activités des Trois Frères, tandis que la Gare d'Aytré est desservie par une course sur deux aux heures de pointes et par toutes les courses le reste de la journée. - Le Samedi, la desserte des arrêts entre Bâtiment 23 et Port de Pêche n'est pas assurée. - Le Samedi, entre 8h55 et 11h00 et entre 15h50 et 18h20, une course sur deux est origine/terminus à l'arrêt P+R Simone Veil, tandis que la Gare d'Aytré par toutes les courses le reste de la journée. | | | | | | | | |
| 5     | Dernière actualisation : 18 août 2025 | | | | | | | | |
| 6     | Lagord — Lycée Vieljeux ⥋ La Rochelle — Place de Verdun (par Mireuil et Port-Neuf) | Lagord — Lycée Vieljeux ⥋ La Rochelle — Place de Verdun (par Mireuil et Port-Neuf)                                      | Lagord — Lycée Vieljeux ⥋ La Rochelle — Place de Verdun (par Mireuil et Port-Neuf)                                      | Lagord — Lycée Vieljeux ⥋ La Rochelle — Place de Verdun (par Mireuil et Port-Neuf)                                      | Lagord — Lycée Vieljeux ⥋ La Rochelle — Place de Verdun (par Mireuil et Port-Neuf)                                      | Lagord — Lycée Vieljeux ⥋ La Rochelle — Place de Verdun (par Mireuil et Port-Neuf)                                      | Lagord — Lycée Vieljeux ⥋ La Rochelle — Place de Verdun (par Mireuil et Port-Neuf)                                      | Lagord — Lycée Vieljeux ⥋ La Rochelle — Place de Verdun (par Mireuil et Port-Neuf)                                      | Lagord — Lycée Vieljeux ⥋ La Rochelle — Place de Verdun (par Mireuil et Port-Neuf)                                      |
| 6     | Ouverture / Fermeture 4 septembre 2017 / — | Longueur 9,5 km | Durée 30-35 min | Nb. d’arrêts 32 | Matériel GX 327 GX 337 et GX 337 ELEC                                                                                   | Jours de fonctionnement L, Ma, Me, J, V, S                                                                              | Jour / Soir / Nuit / Fêtes O / N / N / N                                                                                | Voy. / an — | Exploitant Yélo Mobilités                                                                                               |
| 6     | Desserte : - Villes et lieux desservis : Lagord, La Rochelle - Gare desservie : Aucune | | | | | | | | |
| 6     | Autre : - Amplitudes horaires et fréquence : - Du Lundi au Vendredi : La ligne fonctionne de 6h25 à 20h55, avec un passage toutes les 30 minutes toute la journée. - Le Samedi : La ligne fonctionne de 6h25 à 20h50, avec un passage toutes les 30 minutes toute la journée. - Particularités : - Du Lundi au Vendredi, certaines courses ne sont effectuées qu'en période scolaire uniquement. | | | | | | | | |
| 6     | Dernière actualisation : 19 août 2025 | | | | | | | | |
| 7     | Périgny — La Vaurie (7a) / Dompierre-sur-Mer — Chagnolet (7b) ⥋ La Rochelle — Place de Verdun (Tronçon commun 7a/7b) | Périgny — La Vaurie (7a) / Dompierre-sur-Mer — Chagnolet (7b) ⥋ La Rochelle — Place de Verdun (Tronçon commun 7a/7b)    | Périgny — La Vaurie (7a) / Dompierre-sur-Mer — Chagnolet (7b) ⥋ La Rochelle — Place de Verdun (Tronçon commun 7a/7b)    | Périgny — La Vaurie (7a) / Dompierre-sur-Mer — Chagnolet (7b) ⥋ La Rochelle — Place de Verdun (Tronçon commun 7a/7b)    | Périgny — La Vaurie (7a) / Dompierre-sur-Mer — Chagnolet (7b) ⥋ La Rochelle — Place de Verdun (Tronçon commun 7a/7b)    | Périgny — La Vaurie (7a) / Dompierre-sur-Mer — Chagnolet (7b) ⥋ La Rochelle — Place de Verdun (Tronçon commun 7a/7b)    | Périgny — La Vaurie (7a) / Dompierre-sur-Mer — Chagnolet (7b) ⥋ La Rochelle — Place de Verdun (Tronçon commun 7a/7b)    | Périgny — La Vaurie (7a) / Dompierre-sur-Mer — Chagnolet (7b) ⥋ La Rochelle — Place de Verdun (Tronçon commun 7a/7b)    | Périgny — La Vaurie (7a) / Dompierre-sur-Mer — Chagnolet (7b) ⥋ La Rochelle — Place de Verdun (Tronçon commun 7a/7b)    |
| 7     | Ouverture / Fermeture 4 septembre 2017 / — | Longueur - km | Durée 20-25 min | Nb. d’arrêts 27 | Matériel GX 327 GX 337 et GX 337 ELEC                                                                                   | Jours de fonctionnement L, Ma, Me, J, V, S                                                                              | Jour / Soir / Nuit / Fêtes O / O / N / N                                                                                | Voy. / an — | Exploitant Yélo Mobilités                                                                                               |
| 7     | Desserte : - Villes et lieux desservis : Périgny, Dompierre-sur-Mer, La Rochelle - Gare desservie : Aucune | | | | | | | | |
| 7     | Autre : - Amplitudes horaires et fréquence : - Du Lundi au Vendredi : La ligne fonctionne de 5h50 à 21h20, avec un passage toutes les 15-20 minutes aux heures de pointes et toutes les 30 minutes le reste de la journée. - Le Samedi : La ligne fonctionne de 6h30 à 21h20, avec un passage toutes les 30 minutes toute la journée. - Particularités : - La ligne fonctionne avec un système de branches et d'un tronçon commun : - Tronçon commun 7a/7b : Entre les arrêts Place de Verdun et Rompsay, avec un passage toutes les 15-30 minutes en journée. - Branche 7a : Entre les arrêts La Vaurie et Rompsay, avec un passage toutes les 30-60 minutes en journée. - Branche 1b : Entre les arrêts Chagnolet et Rompsay, avec un passage toutes les 30-60 minutes en journée. | | | | | | | | |
| 7     | Dernière actualisation : 19 août 2025 | | | | | | | | |
| 8     | Saint-Rogatien — P+R Saint-Rogatien ⥋ La Rochelle — Dames Blanches (Maubec) | Saint-Rogatien — P+R Saint-Rogatien ⥋ La Rochelle — Dames Blanches (Maubec)                                             | Saint-Rogatien — P+R Saint-Rogatien ⥋ La Rochelle — Dames Blanches (Maubec)                                             | Saint-Rogatien — P+R Saint-Rogatien ⥋ La Rochelle — Dames Blanches (Maubec)                                             | Saint-Rogatien — P+R Saint-Rogatien ⥋ La Rochelle — Dames Blanches (Maubec)                                             | Saint-Rogatien — P+R Saint-Rogatien ⥋ La Rochelle — Dames Blanches (Maubec)                                             | Saint-Rogatien — P+R Saint-Rogatien ⥋ La Rochelle — Dames Blanches (Maubec)                                             | Saint-Rogatien — P+R Saint-Rogatien ⥋ La Rochelle — Dames Blanches (Maubec)                                             | Saint-Rogatien — P+R Saint-Rogatien ⥋ La Rochelle — Dames Blanches (Maubec)                                             |
| 8     | Ouverture / Fermeture 4 septembre 2017 / — | Longueur - km | Durée 25 min | Nb. d’arrêts 23 | Matériel GX 327 GX 327 ELEC GX 427 GX 437 Hybrid Urbanway 18 Hybrid                                                     | Jours de fonctionnement L, Ma, Me, J, V, S                                                                              | Jour / Soir / Nuit / Fêtes O / O / N / N                                                                                | Voy. / an — | Exploitant Yélo Mobilités                                                                                               |
| 8     | Desserte : - Villes et lieux desservis : Saint-Rogatien, Périgny, La Rochelle - Gare desservie : La Rochelle-Ville | | | | | | | | |
| 8     | Autre : - Amplitudes horaires et fréquence : - Du Lundi au Vendredi : La ligne fonctionne de 5h55 à 21h30, avec un passage toutes les 15 minutes aux heures de pointes et toutes les 30 minutes le reste de la journée. - Le Samedi : La ligne fonctionne de 6h05 à 21h30, avec un passage toutes les 30 minutes toute la journée. | | | | | | | | |
| 8     | Dernière actualisation : 19 août 2025 | | | | | | | | |
| 10    | L'Houmeau — Les Mouettes ⥋ La Rochelle — Place de Verdun | L'Houmeau — Les Mouettes ⥋ La Rochelle — Place de Verdun                                                                | L'Houmeau — Les Mouettes ⥋ La Rochelle — Place de Verdun                                                                | L'Houmeau — Les Mouettes ⥋ La Rochelle — Place de Verdun                                                                | L'Houmeau — Les Mouettes ⥋ La Rochelle — Place de Verdun                                                                | L'Houmeau — Les Mouettes ⥋ La Rochelle — Place de Verdun                                                                | L'Houmeau — Les Mouettes ⥋ La Rochelle — Place de Verdun                                                                | L'Houmeau — Les Mouettes ⥋ La Rochelle — Place de Verdun                                                                | L'Houmeau — Les Mouettes ⥋ La Rochelle — Place de Verdun                                                                |
| 10    | Ouverture / Fermeture 2 septembre 2019 / — | Longueur — | Durée 25-30 min | Nb. d’arrêts 27 | Matériel Crossway LE City GX 327                                                                                        | Jours de fonctionnement L, Ma, Me, J, V, S                                                                              | Jour / Soir / Nuit / Fêtes O / N / N / N                                                                                | Voy. / an — | Exploitant Transdev Océcars                                                                                             |
| 10    | Desserte : - Villes et lieux desservis : L'Houmeau, Lagord, La Rochelle - Gare desservie : Porte Dauphine | | | | | | | | |
| 10    | Autre : - Amplitudes horaires et fréquence : - Du Lundi au Vendredi : La ligne fonctionne de 6h55 à 20h25, avec un passage toutes les 30 minutes aux heures de pointes et toutes les 60 minutes le reste de la journée. - Le Samedi : La ligne fonctionne de 7h15 à 20h25, avec un passage toutes les 60 minutes toute la journée. | | | | | | | | |
| 10    | Dernière actualisation : 19 août 2025 | | | | | | | | |
| 11    | Nieul-sur-Mer — L'Ouaille ⥋ La Rochelle — Place de Verdun | Nieul-sur-Mer — L'Ouaille ⥋ La Rochelle — Place de Verdun                                                               | Nieul-sur-Mer — L'Ouaille ⥋ La Rochelle — Place de Verdun                                                               | Nieul-sur-Mer — L'Ouaille ⥋ La Rochelle — Place de Verdun                                                               | Nieul-sur-Mer — L'Ouaille ⥋ La Rochelle — Place de Verdun                                                               | Nieul-sur-Mer — L'Ouaille ⥋ La Rochelle — Place de Verdun                                                               | Nieul-sur-Mer — L'Ouaille ⥋ La Rochelle — Place de Verdun                                                               | Nieul-sur-Mer — L'Ouaille ⥋ La Rochelle — Place de Verdun                                                               | Nieul-sur-Mer — L'Ouaille ⥋ La Rochelle — Place de Verdun                                                               |
| 11    | Ouverture / Fermeture 4 septembre 2017 / — | Longueur 12,1 km | Durée 30-35 min | Nb. d’arrêts 27 | Matériel GX 327 GX 337 et GX 337 ELEC                                                                                   | Jours de fonctionnement L, Ma, Me, J, V, S                                                                              | Jour / Soir / Nuit / Fêtes O / O / N / N                                                                                | Voy. / an — | Exploitant Yélo Mobilités                                                                                               |
| 11    | Desserte : - Villes et lieux desservis : Nieul-sur-Mer, Lagord, La Rochelle - Gare desservie : Aucune | | | | | | | | |
| 11    | Autre : - Amplitudes horaires et fréquence : - Du Lundi au Vendredi : La ligne fonctionne de 6h20 à 21h05, avec un passage toutes les 30 minutes toute la journée. - Le Samedi : La ligne fonctionne de 6h45 à 21h05, avec un passage toutes les 30 minutes toute la journée. | | | | | | | | |
| 11    | Dernière actualisation : 19 août 2025 | | | | | | | | |
| 12    | Esnandes — Salles des Fêtes ⥋ La Rochelle — Place de Verdun | Esnandes — Salles des Fêtes ⥋ La Rochelle — Place de Verdun                                                             | Esnandes — Salles des Fêtes ⥋ La Rochelle — Place de Verdun                                                             | Esnandes — Salles des Fêtes ⥋ La Rochelle — Place de Verdun                                                             | Esnandes — Salles des Fêtes ⥋ La Rochelle — Place de Verdun                                                             | Esnandes — Salles des Fêtes ⥋ La Rochelle — Place de Verdun                                                             | Esnandes — Salles des Fêtes ⥋ La Rochelle — Place de Verdun                                                             | Esnandes — Salles des Fêtes ⥋ La Rochelle — Place de Verdun                                                             | Esnandes — Salles des Fêtes ⥋ La Rochelle — Place de Verdun                                                             |
| 12    | Ouverture / Fermeture 2 septembre 2019 / — | Longueur 15 km | Durée 40 min | Nb. d’arrêts 28 | Matériel Crossway LE City                                                                                               | Jours de fonctionnement L, Ma, Me, J, V, S                                                                              | Jour / Soir / Nuit / Fêtes O / N / N / N                                                                                | Voy. / an — | Exploitant Transdev Océcars                                                                                             |
| 12    | Desserte : - Villes et lieux desservis : Esnandes, Marsilly, Saint-Xandre, Lagord, La Rochelle - Gare desservie : Porte Dauphine | | | | | | | | |
| 12    | Autre : - Amplitudes horaires et fréquence : - Du Lundi au Vendredi : La ligne fonctionne de 6h55 à 20h20, avec un passage toutes les 30 minutes au heures de pointes et toutes les 60 minutes le reste de la journée. - Le Samedi : La ligne fonctionne de 7h30 à 20h20, avec un passage toutes les 60 minutes toute la journée. | | | | | | | | |
| 12    | Dernière actualisation : 19 août 2025 | | | | | | | | |
| 13    | Saint-Xandre — La Ribotelière ⥋ La Rochelle — Place de Verdun | Saint-Xandre — La Ribotelière ⥋ La Rochelle — Place de Verdun                                                           | Saint-Xandre — La Ribotelière ⥋ La Rochelle — Place de Verdun                                                           | Saint-Xandre — La Ribotelière ⥋ La Rochelle — Place de Verdun                                                           | Saint-Xandre — La Ribotelière ⥋ La Rochelle — Place de Verdun                                                           | Saint-Xandre — La Ribotelière ⥋ La Rochelle — Place de Verdun                                                           | Saint-Xandre — La Ribotelière ⥋ La Rochelle — Place de Verdun                                                           | Saint-Xandre — La Ribotelière ⥋ La Rochelle — Place de Verdun                                                           | Saint-Xandre — La Ribotelière ⥋ La Rochelle — Place de Verdun                                                           |
| 13    | Ouverture / Fermeture 4 septembre 2017 / — | Longueur 9,4 km | Durée 26 min | Nb. d’arrêts 27 | Matériel GX 327 GX 337 et GX 337 ELEC                                                                                   | Jours de fonctionnement L, Ma, Me, J, V, S                                                                              | Jour / Soir / Nuit / Fêtes O / O / N / N                                                                                | Voy. / an — | Exploitant Yélo Mobilités                                                                                               |
| 13    | Desserte : - Villes et lieux desservis : Saint-Xandre, Puilboreau, La Rochelle - Gare desservie : Aucune | | | | | | | | |
| 13    | Autre : - Amplitudes horaires et fréquence : - Du Lundi au Vendredi : La ligne fonctionne de 5h55 à 21h00, avec un passage toutes les 30 minutes toute la journée. - Le Samedi : La ligne fonctionne de 6h40 à 21h00, avec un passage toutes les 30 minutes toute la journée. | | | | | | | | |
| 13    | Dernière actualisation : 19 août 2025 | | | | | | | | |
| 14    | Dompierre-sur-Mer — Belle-Croix ⥋ La Rochelle — Place de Verdun | Dompierre-sur-Mer — Belle-Croix ⥋ La Rochelle — Place de Verdun                                                         | Dompierre-sur-Mer — Belle-Croix ⥋ La Rochelle — Place de Verdun                                                         | Dompierre-sur-Mer — Belle-Croix ⥋ La Rochelle — Place de Verdun                                                         | Dompierre-sur-Mer — Belle-Croix ⥋ La Rochelle — Place de Verdun                                                         | Dompierre-sur-Mer — Belle-Croix ⥋ La Rochelle — Place de Verdun                                                         | Dompierre-sur-Mer — Belle-Croix ⥋ La Rochelle — Place de Verdun                                                         | Dompierre-sur-Mer — Belle-Croix ⥋ La Rochelle — Place de Verdun                                                         | Dompierre-sur-Mer — Belle-Croix ⥋ La Rochelle — Place de Verdun                                                         |
| 14    | Ouverture / Fermeture 4 septembre 2017 / — | Longueur 14,6 km | Durée 40 min | Nb. d’arrêts 34 | Matériel Crossway LE City                                                                                               | Jours de fonctionnement L, Ma, Me, J, V, S                                                                              | Jour / Soir / Nuit / Fêtes O / N / N / N                                                                                | Voy. / an — | Exploitant Transdev Océcars                                                                                             |
| 14    | Desserte : - Villes et lieux desservis : Dompierre-sur-Mer, Sainte-Soulle, Puilboreau, La Rochelle | | | | | | | | |
| 14    | Autre : - Amplitudes horaires et fréquence : - Du Lundi au Vendredi : La ligne fonctionne de 6h20 à 20h55, avec un passage toutes les 30 minutes aux heures de pointes et toutes les 60 minutes le reste de la journée. - Le Samedi : La ligne fonctionne de 7h00 à 20h55, avec un passage toutes les 30-60 minutes toute la journée. | | | | | | | | |
| 14    | Dernière actualisation : 19 août 2025 | | | | | | | | |
| 15    | Vérines — Les Gués ⥋ La Rochelle — Place de Verdun | Vérines — Les Gués ⥋ La Rochelle — Place de Verdun                                                                      | Vérines — Les Gués ⥋ La Rochelle — Place de Verdun                                                                      | Vérines — Les Gués ⥋ La Rochelle — Place de Verdun                                                                      | Vérines — Les Gués ⥋ La Rochelle — Place de Verdun                                                                      | Vérines — Les Gués ⥋ La Rochelle — Place de Verdun                                                                      | Vérines — Les Gués ⥋ La Rochelle — Place de Verdun                                                                      | Vérines — Les Gués ⥋ La Rochelle — Place de Verdun                                                                      | Vérines — Les Gués ⥋ La Rochelle — Place de Verdun                                                                      |
| 15    | Ouverture / Fermeture 4 septembre 2017 / — | Longueur 23,7 km | Durée 45-50 min | Nb. d’arrêts 33 | Matériel Crossway LE City                                                                                               | Jours de fonctionnement L, Ma, Me, J, V, S                                                                              | Jour / Soir / Nuit / Fêtes O / N / N / N                                                                                | Voy. / an — | Exploitant Transdev Océcars                                                                                             |
| 15    | Desserte : - Villes et lieux desservis : Vérines, Sainte-Soulle, Dompierre-sur-Mer, La Rochelle - Gare desservie : Aucune | | | | | | | | |
| 15    | Autre : - Amplitudes horaires et fréquence : - Du Lundi au Vendredi : La ligne fonctionne de 6h40 à 20h15, avec un passage toutes les 30 minutes toute la journée. - Le Samedi : La ligne fonctionne de 8h00 à 20h15, avec un passage toutes les 60 minutes toute la journée. | | | | | | | | |
| 15    | Dernière actualisation : 19 août 2025 | | | | | | | | |
| 16    | La Rochelle — Dames Blanches ⥋ Périgny — Parc d'Activités La Bourgne | La Rochelle — Dames Blanches ⥋ Périgny — Parc d'Activités La Bourgne                                                    | La Rochelle — Dames Blanches ⥋ Périgny — Parc d'Activités La Bourgne                                                    | La Rochelle — Dames Blanches ⥋ Périgny — Parc d'Activités La Bourgne                                                    | La Rochelle — Dames Blanches ⥋ Périgny — Parc d'Activités La Bourgne                                                    | La Rochelle — Dames Blanches ⥋ Périgny — Parc d'Activités La Bourgne                                                    | La Rochelle — Dames Blanches ⥋ Périgny — Parc d'Activités La Bourgne                                                    | La Rochelle — Dames Blanches ⥋ Périgny — Parc d'Activités La Bourgne                                                    | La Rochelle — Dames Blanches ⥋ Périgny — Parc d'Activités La Bourgne                                                    |
| 16    | Ouverture / Fermeture 4 septembre 2017 / — | Longueur 7,5 km | Durée 20 min | Nb. d’arrêts 18 | Matériel GX 437 Hybrid Urbanway 18 Hybrid                                                                               | Jours de fonctionnement L, Ma, Me, J, V                                                                                 | Jour / Soir / Nuit / Fêtes O / N / N / N                                                                                | Voy. / an — | Exploitant Yélo Mobilités                                                                                               |
| 16    | Desserte : - Villes et lieux desservis : La Rochelle, Périgny - Gare desservie : La Rochelle-Ville | | | | | | | | |
| 16    | Autre : - Amplitudes horaires et fréquence : - Du Lundi au Vendredi : La ligne fonctionne de 6h25 à 9h15, puis de 12h10 à 13h50, et de 16h45 à 19h35, avec un passage toutes les 30 minutes. - Particularités : - La ligne fonctionne, de manière générale, uniquement aux heures de pointes du Lundi au Vendredi uniquement. | | | | | | | | |
| 16    | Dernière actualisation : 19 août 2025 | | | | | | | | |
| 17    | Saint-Christophe — Stade ⥋ Gare de La Rochelle | Saint-Christophe — Stade ⥋ Gare de La Rochelle                                                                          | Saint-Christophe — Stade ⥋ Gare de La Rochelle                                                                          | Saint-Christophe — Stade ⥋ Gare de La Rochelle                                                                          | Saint-Christophe — Stade ⥋ Gare de La Rochelle                                                                          | Saint-Christophe — Stade ⥋ Gare de La Rochelle                                                                          | Saint-Christophe — Stade ⥋ Gare de La Rochelle                                                                          | Saint-Christophe — Stade ⥋ Gare de La Rochelle                                                                          | Saint-Christophe — Stade ⥋ Gare de La Rochelle                                                                          |
| 17    | Ouverture / Fermeture 4 septembre 2017 / — | Longueur 23,5 km | Durée 40-45 min | Nb. d’arrêts 27 | Matériel Crossway LE City                                                                                               | Jours de fonctionnement L, Ma, Me, J, V, S                                                                              | Jour / Soir / Nuit / Fêtes O / N / N / N                                                                                | Voy. / an — | Exploitant Transdev Océcars                                                                                             |
| 17    | Desserte : - Villes et lieux desservis : Saint-Christophe, Saint-Médard-d'Aunis, Montroy, Bourgneuf, Dompierre-sur-Mer, Périgny, La Rochelle - Gare desservie : La Rochelle-Ville | | | | | | | | |
| 17    | Autre : - Amplitudes horaires et fréquence : - Du Lundi au Vendredi : La ligne fonctionne de 6h45 à 10h00, puis de 12h00 à 13h30, et de 16h30 à 20h15, avec un passage toutes les 30 minutes. - Le Samedi : La ligne fonctionne de 8h10 à 20h15, avec un passage toutes les 120 minutes toute la journée. - Particularités : - Du Lundi au Vendredi, entre 10h00 et 12h00 et entre 13h30 et 16h30, la desserte des arrêts est effectuée par le TAD 30. Celui-ci dessert les arrêts entre La Pannonière et La Gabardelière, puis Corneneuve, avant d'effectuer son terminus à P+R Beaulieu, en correspondance avec la ligne . | | | | | | | | |
| 17    | Dernière actualisation : 19 août 2025 | | | | | | | | |
| 18    | Gare de La Jarrie ⥋ Gare de La Rochelle | Gare de La Jarrie ⥋ Gare de La Rochelle                                                                                 | Gare de La Jarrie ⥋ Gare de La Rochelle                                                                                 | Gare de La Jarrie ⥋ Gare de La Rochelle                                                                                 | Gare de La Jarrie ⥋ Gare de La Rochelle                                                                                 | Gare de La Jarrie ⥋ Gare de La Rochelle                                                                                 | Gare de La Jarrie ⥋ Gare de La Rochelle                                                                                 | Gare de La Jarrie ⥋ Gare de La Rochelle                                                                                 | Gare de La Jarrie ⥋ Gare de La Rochelle                                                                                 |
| 18    | Ouverture / Fermeture 4 septembre 2017 / — | Longueur 20,7 km | Durée 40 min | Nb. d’arrêts 27 | Matériel Crossway LE City                                                                                               | Jours de fonctionnement L, Ma, Me, J, V, S                                                                              | Jour / Soir / Nuit / Fêtes O / N / N / N                                                                                | Voy. / an — | Exploitant Transdev Océcars                                                                                             |
| 18    | Desserte : - Villes et lieux desservis : La Jarrie, Salles-sur-Mer, Croix-Chapeau, Clavette, Périgny, La Rochelle - Gares desservies : La Rochelle-Ville, La Jarrie | | | | | | | | |
| 18    | Autre : - Amplitudes horaires et fréquence : - Du Lundi au Vendredi : La ligne fonctionne de 6h50 à 10h00, puis de 12h00 à 13h30, et de 16h25 à 20h15, avec un passage toutes les 30 minutes. - Le Samedi : La ligne fonctionne de 8h00 à 20h15, avec un passage toutes les 120 minutes toute la journée. - Particularités : - Du Lundi au Vendredi, entre 10h00 et 12h00 et entre 13h30 et 16h30, la desserte des arrêts est effectuée par les TAD 31 et 32. - Le TAD 31 dessert les arrêts Grande Rue et Le Puits, avant d'effectuer son terminus à la Gare de Châtelaillon-Plage, en correspondance avec la ligne 20 ainsi que les lignes TER. - Le TAD 32 dessert les arrêts entre Gare de La Jarrie et Les Massardes, avant d'effectuer son terminus à Fabre d'Eglantine, en correspondance avec la ligne . | | | | | | | | |
| 18    | Dernière actualisation : 19 août 2025 | | | | | | | | |
| 19    | Salles-sur-Mer — Les Bonneveaux ⥋ La Rochelle — Dames Blanches (Maubec) (par La Jarne et Aytré) | Salles-sur-Mer — Les Bonneveaux ⥋ La Rochelle — Dames Blanches (Maubec) (par La Jarne et Aytré)                         | Salles-sur-Mer — Les Bonneveaux ⥋ La Rochelle — Dames Blanches (Maubec) (par La Jarne et Aytré)                         | Salles-sur-Mer — Les Bonneveaux ⥋ La Rochelle — Dames Blanches (Maubec) (par La Jarne et Aytré)                         | Salles-sur-Mer — Les Bonneveaux ⥋ La Rochelle — Dames Blanches (Maubec) (par La Jarne et Aytré)                         | Salles-sur-Mer — Les Bonneveaux ⥋ La Rochelle — Dames Blanches (Maubec) (par La Jarne et Aytré)                         | Salles-sur-Mer — Les Bonneveaux ⥋ La Rochelle — Dames Blanches (Maubec) (par La Jarne et Aytré)                         | Salles-sur-Mer — Les Bonneveaux ⥋ La Rochelle — Dames Blanches (Maubec) (par La Jarne et Aytré)                         | Salles-sur-Mer — Les Bonneveaux ⥋ La Rochelle — Dames Blanches (Maubec) (par La Jarne et Aytré)                         |
| 19    | Ouverture / Fermeture 4 septembre 2017 / — | Longueur — | Durée 20-50 min | Nb. d’arrêts 22 | Matériel Crossway LE City                                                                                               | Jours de fonctionnement L, Ma, Me, J, V, S                                                                              | Jour / Soir / Nuit / Fêtes O / O / N / N                                                                                | Voy. / an — | Exploitant Transdev Océcars                                                                                             |
| 19    | Desserte : - Villes et lieux desservis : Salles-sur-Mer, Saint-Vivien, La Jarne, Aytré, La Rochelle - Gare desservie : La Rochelle-Ville | | | | | | | | |
| 19    | Autre : - Amplitudes horaires et fréquence : - Du Lundi au Vendredi : La ligne fonctionne de 6h15 à 21h05, avec un passage toutes les 30-60 minutes. - Le Samedi : La ligne fonctionne de 7h00 à 21h05, avec un passage toutes les 30 minutes toute la journée. - Particularités : - Du Lundi au Vendredi, entre 8h35 et 10h55 et entre 13h15 et 15h55, la desserte des arrêts est effectuée par les TAD 31 et 32. - Le TAD 31 dessert les arrêts Les Bonneveaux, La Ragoterie, puis les arrêts entre La Frênée et L'Aumonerie, et l'arrêt Carrefour de Vuhé, avant d'effectuer son terminus à la Gare de Châtelaillon-Plage, en correspondance avec la ligne 20 ainsi que les lignes TER. - Le TAD 32 dessert l'arrêts Les Bonneveaux, puis les arrêts entre La Frênée et Carrefour de Vuhé, et les arrêts entre La Girardière et Le Moulin de Plaisince, avant d'effectuer son terminus à Fabre d'Eglantine, en correspondance avec la ligne . - Le Samedi, entre 9h40 et 20h00, de nombreuses courses effectuent leur terminus à l'arrêt Gymnase des Quatre Chevaliers, sur la commune de La Jarne.                                                                           | | | | | | | | |
| 19    | Dernière actualisation : 19 août 2025 | | | | | | | | |
| 20    | Châtelaillon-Plage - Les Boucholeurs / Gare de Châtelaillon-Plage ⥋ Gare de La Rochelle | Châtelaillon-Plage - Les Boucholeurs / Gare de Châtelaillon-Plage ⥋ Gare de La Rochelle                                 | Châtelaillon-Plage - Les Boucholeurs / Gare de Châtelaillon-Plage ⥋ Gare de La Rochelle                                 | Châtelaillon-Plage - Les Boucholeurs / Gare de Châtelaillon-Plage ⥋ Gare de La Rochelle                                 | Châtelaillon-Plage - Les Boucholeurs / Gare de Châtelaillon-Plage ⥋ Gare de La Rochelle                                 | Châtelaillon-Plage - Les Boucholeurs / Gare de Châtelaillon-Plage ⥋ Gare de La Rochelle                                 | Châtelaillon-Plage - Les Boucholeurs / Gare de Châtelaillon-Plage ⥋ Gare de La Rochelle                                 | Châtelaillon-Plage - Les Boucholeurs / Gare de Châtelaillon-Plage ⥋ Gare de La Rochelle                                 | Châtelaillon-Plage - Les Boucholeurs / Gare de Châtelaillon-Plage ⥋ Gare de La Rochelle                                 |
| 20    | Ouverture / Fermeture 4 septembre 2017 / — | Longueur 22 km | Durée 45-60 min | Nb. d’arrêts 50 | Matériel Crossway LE City                                                                                               | Jours de fonctionnement L, Ma, Me, J, V, S                                                                              | Jour / Soir / Nuit / Fêtes O / O / N / N                                                                                | Voy. / an — | Exploitant Transdev Océcars                                                                                             |
| 20    | Desserte : - Villes et lieux desservis : Châtelaillon-Plage, Angoulins-sur-Mer, Aytré, La Rochelle - Gares desservies : Châtelaillon-Plage, La Rochelle-Ville | | | | | | | | |
| 20    | Autre : - Amplitudes horaires et fréquence : - Du Lundi au Vendredi : La ligne fonctionne de 6h20 à 21h30, avec un passage toutes les 30 minutes aux heures de pointes, et toutes les 60 minutes le reste de la journée. - Le Samedi : La ligne fonctionne de 6h35 à 21h25, avec un passage toutes les 30-60 minutes toute la journée. - Particularités : - Les arrêts entre Gare de Châtelaillon-Plage et Les Bouchôleurs ne sont desservis que par 1 course sur 2 ou par 1 course sur 3. | | | | | | | | |
| 20    | Dernière actualisation : 19 août 2025 | | | | | | | | |
| 21    | Gare de Châtelaillon-Plage ⥋ Thairé — Georges Musset | Gare de Châtelaillon-Plage ⥋ Thairé — Georges Musset                                                                    | Gare de Châtelaillon-Plage ⥋ Thairé — Georges Musset                                                                    | Gare de Châtelaillon-Plage ⥋ Thairé — Georges Musset                                                                    | Gare de Châtelaillon-Plage ⥋ Thairé — Georges Musset                                                                    | Gare de Châtelaillon-Plage ⥋ Thairé — Georges Musset                                                                    | Gare de Châtelaillon-Plage ⥋ Thairé — Georges Musset                                                                    | Gare de Châtelaillon-Plage ⥋ Thairé — Georges Musset                                                                    | Gare de Châtelaillon-Plage ⥋ Thairé — Georges Musset                                                                    |
| 21    | Ouverture / Fermeture 4 septembre 2017 / — | Longueur - km | Durée 15-20 min | Nb. d’arrêts 11 | Matériel Crossway LE City                                                                                               | Jours de fonctionnement L, Ma, Me, J, V                                                                                 | Jour / Soir / Nuit / Fêtes O / N / N / N                                                                                | Voy. / an — | Exploitant Transdev Océcars                                                                                             |
| 21    | Desserte : - Villes et lieux desservis : Châtelaillon-Plage, Saint-Vivien, Thairé - Gare desservie : Châtelaillon-Plage | | | | | | | | |
| 21    | Autre : - Amplitudes horaires et fréquence : - Du Lundi au Vendredi : La ligne fonctionne de 6h35 à 19h30, à raison de 6 allers-retours par jour. - Particularités : - Entre 8h25 et 18h35, la desserte des arrêts est effectuée par le TAD 31. Celui-ci effectue son terminus à la Gare de Châtelaillon-Plage, permettant une correspondance avec les lignes TER. | | | | | | | | |
| 21    | Dernière actualisation : 19 août 2025 | | | | | | | | |
| 22    | Gare de Châtelaillon-Plage ⥋ Yves — Eglise | Gare de Châtelaillon-Plage ⥋ Yves — Eglise                                                                              | Gare de Châtelaillon-Plage ⥋ Yves — Eglise                                                                              | Gare de Châtelaillon-Plage ⥋ Yves — Eglise                                                                              | Gare de Châtelaillon-Plage ⥋ Yves — Eglise                                                                              | Gare de Châtelaillon-Plage ⥋ Yves — Eglise                                                                              | Gare de Châtelaillon-Plage ⥋ Yves — Eglise                                                                              | Gare de Châtelaillon-Plage ⥋ Yves — Eglise                                                                              | Gare de Châtelaillon-Plage ⥋ Yves — Eglise                                                                              |
| 22    | Ouverture / Fermeture 25 août 2025 / — | Longueur — | Durée 20 min | Nb. d’arrêts 15 | Matériel - | Jours de fonctionnement L, Ma, Me, J, V                                                                                 | Jour / Soir / Nuit / Fêtes O / N / N / O                                                                                | Voy. / an — | Exploitant Transdev Océcars                                                                                             |
| 22    | Desserte : - Villes et lieux desservis : Châtelaillon-Plage, Yves - Gare desservie : Châtelaillon-Plage | | | | | | | | |
| 22    | Autre : - Amplitudes horaires et fréquence : - Du Lundi au Vendredi : La ligne fonctionne de 6h35 à 19h35, à raison de 6-7 allers-retours par jour. - Particularités : - Entre 8h25 et 18h35, la desserte des arrêts est effectuée par le TAD 31. Celui-ci effectue son terminus à la Gare de Châtelaillon-Plage, permettant une correspondance avec les lignes TER. | | | | | | | | |
| 22    | Dernière actualisation : 19 août 2025 | | | | | | | | |

#### Navette Cœur de Ville
| Ligne | Caractéristiques | Caractéristiques                                         | Caractéristiques                                         | Caractéristiques                                         | Caractéristiques                                         | Caractéristiques                                         | Caractéristiques                                         | Caractéristiques                                         | Caractéristiques                                         |
| CDV   | Navette Cœur de Ville | Navette Cœur de Ville                                    | Navette Cœur de Ville                                    | Navette Cœur de Ville                                    | Navette Cœur de Ville                                    | Navette Cœur de Ville                                    | Navette Cœur de Ville                                    | Navette Cœur de Ville                                    | Navette Cœur de Ville                                    |
| CDV   | (Circulaire) La Rochelle — Cathédrale ⥋ via Centre-ville | (Circulaire) La Rochelle — Cathédrale ⥋ via Centre-ville | (Circulaire) La Rochelle — Cathédrale ⥋ via Centre-ville | (Circulaire) La Rochelle — Cathédrale ⥋ via Centre-ville | (Circulaire) La Rochelle — Cathédrale ⥋ via Centre-ville | (Circulaire) La Rochelle — Cathédrale ⥋ via Centre-ville | (Circulaire) La Rochelle — Cathédrale ⥋ via Centre-ville | (Circulaire) La Rochelle — Cathédrale ⥋ via Centre-ville | (Circulaire) La Rochelle — Cathédrale ⥋ via Centre-ville |
| ----- | --- | -------------------------------------------------------- | -------------------------------------------------------- | -------------------------------------------------------- | -------------------------------------------------------- | -------------------------------------------------------- | -------------------------------------------------------- | -------------------------------------------------------- | -------------------------------------------------------- |
| CDV   | Ouverture / Fermeture 21 juillet 2025 / — | Longueur —                                               | Durée 20 min                                             | Nb. d’arrêts 11                                          | Matériel Bluebus 6 Facelift                              | Jours de fonctionnement Ma, Me, J, V, S                  | Jour / Soir / Nuit / Fêtes O / N / N / N                 | Voy. / an —                                              | Exploitant Yélo Mobilités                                |
| CDV   | Desserte : - Ville et lieux desservis : La Rochelle (Cathédrale, Lycée Jean Dautet, Hôtel de Ville, Dames Blanches, Office de Tourisme, Grosse Horloge) - Gare desservie : La Rochelle-Ville (depuis l'arrêt Office de Tourisme - Gabut, à pied) |                                                          |                                                          |                                                          |                                                          |                                                          |                                                          |                                                          |                                                          |
| CDV   | Autre : - Amplitude horaire et fréquence : - Du Mardi au Samedi : La ligne fonctionne de 9h00 à 19h55, avec un passage toutes les 15 minutes toute la journée. - Particularités : - La ligne est entièrement gratuite et accessible à tous.      |                                                          |                                                          |                                                          |                                                          |                                                          |                                                          |                                                          |                                                          |
| CDV   | Dernière actualisation : 19 août 2025 |                                                          |                                                          |                                                          |                                                          |                                                          |                                                          |                                                          |                                                          |

### Lignes des Dimanches et jours fériés
| Ligne | Caractéristiques | Caractéristiques | Caractéristiques | Caractéristiques | Caractéristiques | Caractéristiques | Caractéristiques | Caractéristiques | Caractéristiques |
| D1    | La Rochelle — La Pallice - La Sirène ⥋ Aytré — Place des Grands Prés (Hiver) / Gare d'Aytré (Été) | La Rochelle — La Pallice - La Sirène ⥋ Aytré — Place des Grands Prés (Hiver) / Gare d'Aytré (Été)                       | La Rochelle — La Pallice - La Sirène ⥋ Aytré — Place des Grands Prés (Hiver) / Gare d'Aytré (Été)                       | La Rochelle — La Pallice - La Sirène ⥋ Aytré — Place des Grands Prés (Hiver) / Gare d'Aytré (Été)                       | La Rochelle — La Pallice - La Sirène ⥋ Aytré — Place des Grands Prés (Hiver) / Gare d'Aytré (Été)                       | La Rochelle — La Pallice - La Sirène ⥋ Aytré — Place des Grands Prés (Hiver) / Gare d'Aytré (Été)                       | La Rochelle — La Pallice - La Sirène ⥋ Aytré — Place des Grands Prés (Hiver) / Gare d'Aytré (Été)                       | La Rochelle — La Pallice - La Sirène ⥋ Aytré — Place des Grands Prés (Hiver) / Gare d'Aytré (Été)                       | La Rochelle — La Pallice - La Sirène ⥋ Aytré — Place des Grands Prés (Hiver) / Gare d'Aytré (Été)                       |
| ----- | --- | --- | --- | --- | --- | --- | --- | --- | --- |
| D1    | Ouverture / Fermeture 4 septembre 2017 / — | Longueur — | Durée 40-50 min | Nb. d’arrêts 44 | Matériel GX 327 | Jours de fonctionnement Dimanche                                                                                        | Jour / Soir / Nuit / Fêtes O / N / N / O                                                                                | Voy. / an — | Exploitant Yélo Mobilités                                                                                               |
| D1    | Desserte : - Villes et lieux desservis : La Rochelle, Aytré - Gares desservies : La Rochelle-Ville, Aytré-Plage | | | | | | | | |
| D1    | Autre : - Amplitude horaire et fréquence : - Le Dimanche et les jours fériés : La ligne fonctionne de 8h35 à 20h30, avec un passage toutes les 60 minutes toute la journée. | | | | | | | | |
| D1    | Dernière actualisation : 20 août 2025 | | | | | | | | |
| D2    | La Rochelle — Mireuil - Cimetière Paysager / La Pallice - La Sirène (De 9h à 13h) ⥋ Périgny — Centre Aquatique Palmilud | La Rochelle — Mireuil - Cimetière Paysager / La Pallice - La Sirène (De 9h à 13h) ⥋ Périgny — Centre Aquatique Palmilud | La Rochelle — Mireuil - Cimetière Paysager / La Pallice - La Sirène (De 9h à 13h) ⥋ Périgny — Centre Aquatique Palmilud | La Rochelle — Mireuil - Cimetière Paysager / La Pallice - La Sirène (De 9h à 13h) ⥋ Périgny — Centre Aquatique Palmilud | La Rochelle — Mireuil - Cimetière Paysager / La Pallice - La Sirène (De 9h à 13h) ⥋ Périgny — Centre Aquatique Palmilud | La Rochelle — Mireuil - Cimetière Paysager / La Pallice - La Sirène (De 9h à 13h) ⥋ Périgny — Centre Aquatique Palmilud | La Rochelle — Mireuil - Cimetière Paysager / La Pallice - La Sirène (De 9h à 13h) ⥋ Périgny — Centre Aquatique Palmilud | La Rochelle — Mireuil - Cimetière Paysager / La Pallice - La Sirène (De 9h à 13h) ⥋ Périgny — Centre Aquatique Palmilud | La Rochelle — Mireuil - Cimetière Paysager / La Pallice - La Sirène (De 9h à 13h) ⥋ Périgny — Centre Aquatique Palmilud |
| D2    | Ouverture / Fermeture 4 septembre 2017 / — | Longueur — | Durée 40-45 min | Nb. d’arrêts 47 | Matériel GX 327 | Jours de fonctionnement Dimanche                                                                                        | Jour / Soir / Nuit / Fêtes O / N / N / O                                                                                | Voy. / an — | Exploitant Yélo Mobilités                                                                                               |
| D2    | Desserte : - Villes et lieux desservis : La Rochelle, Périgny - Gare desservie : La Rochelle-Ville | | | | | | | | |
| D2    | Autre : - Amplitude horaire et fréquence : - Le Dimanche et les jours fériés : La ligne fonctionne de 8h40 à 20h25, avec un passage toutes les 60 minutes toute la journée. - Particularités : - De 9h00 à 13h00, la ligne effectue son terminus à La Sirène afin de desservir le marché de La Pallice. | | | | | | | | |
| D2    | Dernière actualisation : 20 août 2025 | | | | | | | | |
| D3    | Lagord — P+R Les Greffières ⥋ La Rochelle — Les Minimes - Plage des Minimes | Lagord — P+R Les Greffières ⥋ La Rochelle — Les Minimes - Plage des Minimes                                             | Lagord — P+R Les Greffières ⥋ La Rochelle — Les Minimes - Plage des Minimes                                             | Lagord — P+R Les Greffières ⥋ La Rochelle — Les Minimes - Plage des Minimes                                             | Lagord — P+R Les Greffières ⥋ La Rochelle — Les Minimes - Plage des Minimes                                             | Lagord — P+R Les Greffières ⥋ La Rochelle — Les Minimes - Plage des Minimes                                             | Lagord — P+R Les Greffières ⥋ La Rochelle — Les Minimes - Plage des Minimes                                             | Lagord — P+R Les Greffières ⥋ La Rochelle — Les Minimes - Plage des Minimes                                             | Lagord — P+R Les Greffières ⥋ La Rochelle — Les Minimes - Plage des Minimes                                             |
| D3    | Ouverture / Fermeture 4 septembre 2017 / — | Longueur — | Durée 25-30 min | Nb. d’arrêts 28 | Matériel GX 327 | Jours de fonctionnement Dimanche                                                                                        | Jour / Soir / Nuit / Fêtes O / N / N / O                                                                                | Voy. / an — | Exploitant Yélo Mobilités                                                                                               |
| D3    | Desserte : - Villes et lieux desservis : Lagord, La Rochelle - Gare desservie : La Rochelle-Ville | | | | | | | | |
| D3    | Autre : - Amplitude horaire et fréquence : - Le Dimanche et les jours fériés : La ligne fonctionne de 7h50 à 20h30, avec un passage toutes les 60-65 minutes toute la journée. | | | | | | | | |
| D3    | Dernière actualisation : 20 août 2025 | | | | | | | | |
| D4    | La Rochelle — Les Minimes - Plage des Minimes ⥋ Puilboreau — Centre Commercial Beaulieu | La Rochelle — Les Minimes - Plage des Minimes ⥋ Puilboreau — Centre Commercial Beaulieu                                 | La Rochelle — Les Minimes - Plage des Minimes ⥋ Puilboreau — Centre Commercial Beaulieu                                 | La Rochelle — Les Minimes - Plage des Minimes ⥋ Puilboreau — Centre Commercial Beaulieu                                 | La Rochelle — Les Minimes - Plage des Minimes ⥋ Puilboreau — Centre Commercial Beaulieu                                 | La Rochelle — Les Minimes - Plage des Minimes ⥋ Puilboreau — Centre Commercial Beaulieu                                 | La Rochelle — Les Minimes - Plage des Minimes ⥋ Puilboreau — Centre Commercial Beaulieu                                 | La Rochelle — Les Minimes - Plage des Minimes ⥋ Puilboreau — Centre Commercial Beaulieu                                 | La Rochelle — Les Minimes - Plage des Minimes ⥋ Puilboreau — Centre Commercial Beaulieu                                 |
| D4    | Ouverture / Fermeture 4 septembre 2017 / — | Longueur — | Durée 25-30 min | Nb. d’arrêts 29 | Matériel GX 327 | Jours de fonctionnement Dimanche                                                                                        | Jour / Soir / Nuit / Fêtes O / N / N / O                                                                                | Voy. / an — | Exploitant Yélo Mobilités                                                                                               |
| D4    | Desserte : - Villes et lieux desservis : La Rochelle, Puilboreau - Gare desservie : La Rochelle-Ville | | | | | | | | |
| D4    | Autre : - Amplitude horaire et fréquence : - Le Dimanche et les jours fériés : La ligne fonctionne de 8h20 à 19h55, avec un passage toutes les 60-65 minutes toute la journée. | | | | | | | | |
| D4    | Dernière actualisation : 20 août 2025 | | | | | | | | |
| D6    | La Rochelle — Place de Verdun ⥋ Châtelaillon-Plage — Les Boucholeurs | La Rochelle — Place de Verdun ⥋ Châtelaillon-Plage — Les Boucholeurs                                                    | La Rochelle — Place de Verdun ⥋ Châtelaillon-Plage — Les Boucholeurs                                                    | La Rochelle — Place de Verdun ⥋ Châtelaillon-Plage — Les Boucholeurs                                                    | La Rochelle — Place de Verdun ⥋ Châtelaillon-Plage — Les Boucholeurs                                                    | La Rochelle — Place de Verdun ⥋ Châtelaillon-Plage — Les Boucholeurs                                                    | La Rochelle — Place de Verdun ⥋ Châtelaillon-Plage — Les Boucholeurs                                                    | La Rochelle — Place de Verdun ⥋ Châtelaillon-Plage — Les Boucholeurs                                                    | La Rochelle — Place de Verdun ⥋ Châtelaillon-Plage — Les Boucholeurs                                                    |
| D6    | Ouverture / Fermeture 4 septembre 2017 / — | Longueur — | Durée 50 min | Nb. d’arrêts 43 | Matériel — | Jours de fonctionnement Dimanche                                                                                        | Jour / Soir / Nuit / Fêtes O / N / N / O                                                                                | Voy. / an — | Exploitant Yélo Mobilités                                                                                               |
| D6    | Desserte : - Communes : La Rochelle, Angoulins-sur-Mer, Châtelaillon-Plage - arrêts desservis : Chatelaillon-Plage : Les Boucholeurs, Dulain, Port Punay, Angoute, Bellevue, Thalasso, Centre Aquatique, Alon, La Rosiere, Jonchery, Mairie, Saint Marsault, Casino, Gare, Beauséjour, Saint-Marsault, Aristide Briand, Surcouf, Les Sables, Sècheboue, Ball-Trap, Angoulins-Sur-Mer : St. Jean des Sables, Maison Carrée, Les Veaux Verts, Mille-Fleurs, Stade, Cimetière, Blockhauss, Les Tertres, Nationale, Aytré : Les Cédres, Barbedette, Alstom, Les Îles, Salengro, La Rochelle : Normandin, Les Peupliers, Jean Moulin, Hôpital, Dames Blanches, Grosse Horloge, Banque de France, Dupaty, Place de Verdun | | | | | | | | |
| D6    | Autre : Ne circule qu'en juillet et août | | | | | | | | |
| D6    | Dernière actualisation : — | | | | | | | | |
| D7    | La Rochelle — Place de Verdun ⥋ La Rochelle — Chef de Baie - Plage Chef de Baie | La Rochelle — Place de Verdun ⥋ La Rochelle — Chef de Baie - Plage Chef de Baie                                         | La Rochelle — Place de Verdun ⥋ La Rochelle — Chef de Baie - Plage Chef de Baie                                         | La Rochelle — Place de Verdun ⥋ La Rochelle — Chef de Baie - Plage Chef de Baie                                         | La Rochelle — Place de Verdun ⥋ La Rochelle — Chef de Baie - Plage Chef de Baie                                         | La Rochelle — Place de Verdun ⥋ La Rochelle — Chef de Baie - Plage Chef de Baie                                         | La Rochelle — Place de Verdun ⥋ La Rochelle — Chef de Baie - Plage Chef de Baie                                         | La Rochelle — Place de Verdun ⥋ La Rochelle — Chef de Baie - Plage Chef de Baie                                         | La Rochelle — Place de Verdun ⥋ La Rochelle — Chef de Baie - Plage Chef de Baie                                         |
| D7    | Ouverture / Fermeture 4 septembre 2017 / — | Longueur — | Durée - min | Nb. d’arrêts 18 | Matériel — | Jours de fonctionnement Dimanche                                                                                        | Jour / Soir / Nuit / Fêtes O / N / N / O                                                                                | Voy. / an — | Exploitant Yélo Mobilités                                                                                               |
| D7    | Desserte : - Communes : La Rochelle - arrêts desservis : Plage Chef de Baie, Quebec, ZI Chef de Baie, Wilson, Plaine des Jeux, Lac de Port-Neuf, Baie de Port-Neuf, Bâtiment 23, Ecole Maritime, La Corniche, Phillipe Vincent, Le Mail Clinique, Le Mail Casino, Plage de la Concurrence, Remparts, Banque de France, Place de Verdun | | | | | | | | |
| D7    | Autre : Ne circule qu'en juillet et août | | | | | | | | |
| D7    | Dernière actualisation : — | | | | | | | | |
| D9    | Gare de La Rochelle ⥋ La Rochelle — Laleu - Aéroport | Gare de La Rochelle ⥋ La Rochelle — Laleu - Aéroport                                                                    | Gare de La Rochelle ⥋ La Rochelle — Laleu - Aéroport                                                                    | Gare de La Rochelle ⥋ La Rochelle — Laleu - Aéroport                                                                    | Gare de La Rochelle ⥋ La Rochelle — Laleu - Aéroport                                                                    | Gare de La Rochelle ⥋ La Rochelle — Laleu - Aéroport                                                                    | Gare de La Rochelle ⥋ La Rochelle — Laleu - Aéroport                                                                    | Gare de La Rochelle ⥋ La Rochelle — Laleu - Aéroport                                                                    | Gare de La Rochelle ⥋ La Rochelle — Laleu - Aéroport                                                                    |
| D9    | Ouverture / Fermeture 25 août 2025 / — | Longueur — | Durée 20-25 min | Nb. d’arrêts 21 | Matériel GX 327 | Jours de fonctionnement Dimanche                                                                                        | Jour / Soir / Nuit / Fêtes O / N / N / O                                                                                | Voy. / an — | Exploitant Yélo Mobilités                                                                                               |
| D9    | Desserte : - Ville et lieux desservis : La Rochelle - Gare desservie : La Rochelle-Ville | | | | | | | | |
| D9    | Autre : - Amplitude horaire et fréquence : - Le Dimanche et les jours fériés : La ligne fonctionne de 9h05 à 20h00, avec un passage toutes les 60 minutes toute la journée. | | | | | | | | |
| D9    | Dernière actualisation : 20 août 2025 | | | | | | | | |

### Lignes de nuit
Ces trois lignes circulent les vendredis et samedis soir de 22h à 1h20. Sur les 3 lignes, un changement de bus est nécessaire à l'arrêt Place de Verdun.
| Ligne | Caractéristiques | Caractéristiques                                                                          | Caractéristiques                                                                          | Caractéristiques                                                                          | Caractéristiques                                                                          | Caractéristiques                                                                          | Caractéristiques                                                                          | Caractéristiques                                                                          | Caractéristiques                                                                          |
| N1    | La Rochelle — La Pallice - La Sirène ⥋ Aytré — Place des Grands Prés                                                                                                | La Rochelle — La Pallice - La Sirène ⥋ Aytré — Place des Grands Prés                      | La Rochelle — La Pallice - La Sirène ⥋ Aytré — Place des Grands Prés                      | La Rochelle — La Pallice - La Sirène ⥋ Aytré — Place des Grands Prés                      | La Rochelle — La Pallice - La Sirène ⥋ Aytré — Place des Grands Prés                      | La Rochelle — La Pallice - La Sirène ⥋ Aytré — Place des Grands Prés                      | La Rochelle — La Pallice - La Sirène ⥋ Aytré — Place des Grands Prés                      | La Rochelle — La Pallice - La Sirène ⥋ Aytré — Place des Grands Prés                      | La Rochelle — La Pallice - La Sirène ⥋ Aytré — Place des Grands Prés                      |
| ----- | --- | ----------------------------------------------------------------------------------------- | ----------------------------------------------------------------------------------------- | ----------------------------------------------------------------------------------------- | ----------------------------------------------------------------------------------------- | ----------------------------------------------------------------------------------------- | ----------------------------------------------------------------------------------------- | ----------------------------------------------------------------------------------------- | ----------------------------------------------------------------------------------------- |
| N1    | Ouverture / Fermeture 4 septembre 2017 / — | Longueur —                                                                                | Durée 35 min                                                                              | Nb. d’arrêts 36                                                                           | Matériel —                                                                                | Jours de fonctionnement V, S                                                              | Jour / Soir / Nuit / Fêtes N / O / O / N                                                  | Voy. / an —                                                                               | Exploitant Yélo Mobilités                                                                 |
| N1    | Desserte : - Villes et lieux desservis : La Rochelle, Aytré - Gare desservie : La Rochelle-Ville                                                                    |                                                                                           |                                                                                           |                                                                                           |                                                                                           |                                                                                           |                                                                                           |                                                                                           |                                                                                           |
| N1    | Autre : - Amplitude horaire et fréquence : - Le Vendredis et Samedis : La ligne fonctionne de 22h00 à 1h20, avec un passage toutes les 40 minutes toute la journée. |                                                                                           |                                                                                           |                                                                                           |                                                                                           |                                                                                           |                                                                                           |                                                                                           |                                                                                           |
| N1    | Dernière actualisation : 20 août 2025 |                                                                                           |                                                                                           |                                                                                           |                                                                                           |                                                                                           |                                                                                           |                                                                                           |                                                                                           |
| N2    | La Rochelle — Mireuil - Cimetière Paysager ⥋ La Rochelle — Villeneuve - Fabre d'Eglantine                                                                           | La Rochelle — Mireuil - Cimetière Paysager ⥋ La Rochelle — Villeneuve - Fabre d'Eglantine | La Rochelle — Mireuil - Cimetière Paysager ⥋ La Rochelle — Villeneuve - Fabre d'Eglantine | La Rochelle — Mireuil - Cimetière Paysager ⥋ La Rochelle — Villeneuve - Fabre d'Eglantine | La Rochelle — Mireuil - Cimetière Paysager ⥋ La Rochelle — Villeneuve - Fabre d'Eglantine | La Rochelle — Mireuil - Cimetière Paysager ⥋ La Rochelle — Villeneuve - Fabre d'Eglantine | La Rochelle — Mireuil - Cimetière Paysager ⥋ La Rochelle — Villeneuve - Fabre d'Eglantine | La Rochelle — Mireuil - Cimetière Paysager ⥋ La Rochelle — Villeneuve - Fabre d'Eglantine | La Rochelle — Mireuil - Cimetière Paysager ⥋ La Rochelle — Villeneuve - Fabre d'Eglantine |
| N2    | Ouverture / Fermeture 4 septembre 2017 / — | Longueur —                                                                                | Durée 40 min                                                                              | Nb. d’arrêts 31                                                                           | Matériel —                                                                                | Jours de fonctionnement V, S                                                              | Jour / Soir / Nuit / Fêtes N / O / O / N                                                  | Voy. / an —                                                                               | Exploitant Yélo Mobilités                                                                 |
| N2    | Desserte : - Villes et lieux desservis : La Rochelle - Gare desservie : La Rochelle-Ville                                                                           |                                                                                           |                                                                                           |                                                                                           |                                                                                           |                                                                                           |                                                                                           |                                                                                           |                                                                                           |
| N2    | Autre : - Amplitude horaire et fréquence : - Le Vendredis et Samedis : La ligne fonctionne de 22h00 à 1h20, avec un passage toutes les 40 minutes toute la journée. |                                                                                           |                                                                                           |                                                                                           |                                                                                           |                                                                                           |                                                                                           |                                                                                           |                                                                                           |
| N2    | Dernière actualisation : 20 août 2025 |                                                                                           |                                                                                           |                                                                                           |                                                                                           |                                                                                           |                                                                                           |                                                                                           |                                                                                           |
| N3    | Lagord — P+R Les Greffières ⥋ La Rochelle — Les Minimes - Plage des Minimes                                                                                         | Lagord — P+R Les Greffières ⥋ La Rochelle — Les Minimes - Plage des Minimes               | Lagord — P+R Les Greffières ⥋ La Rochelle — Les Minimes - Plage des Minimes               | Lagord — P+R Les Greffières ⥋ La Rochelle — Les Minimes - Plage des Minimes               | Lagord — P+R Les Greffières ⥋ La Rochelle — Les Minimes - Plage des Minimes               | Lagord — P+R Les Greffières ⥋ La Rochelle — Les Minimes - Plage des Minimes               | Lagord — P+R Les Greffières ⥋ La Rochelle — Les Minimes - Plage des Minimes               | Lagord — P+R Les Greffières ⥋ La Rochelle — Les Minimes - Plage des Minimes               | Lagord — P+R Les Greffières ⥋ La Rochelle — Les Minimes - Plage des Minimes               |
| N3    | Ouverture / Fermeture 4 septembre 2017 / — | Longueur —                                                                                | Durée 35-40 min                                                                           | Nb. d’arrêts 28                                                                           | Matériel —                                                                                | Jours de fonctionnement V, S                                                              | Jour / Soir / Nuit / Fêtes N / O / O / N                                                  | Voy. / an —                                                                               | Exploitant Yélo Mobilités                                                                 |
| N3    | Desserte : - Villes et lieux desservis : La Rochelle, Lagord - Gares desservies : La Rochelle-Ville, Porte Dauphine                                                 |                                                                                           |                                                                                           |                                                                                           |                                                                                           |                                                                                           |                                                                                           |                                                                                           |                                                                                           |
| N3    | Autre : - Amplitude horaire et fréquence : - Le Vendredis et Samedis : La ligne fonctionne de 22h00 à 1h20, avec un passage toutes les 40 minutes toute la journée. |                                                                                           |                                                                                           |                                                                                           |                                                                                           |                                                                                           |                                                                                           |                                                                                           |                                                                                           |
| N3    | Dernière actualisation : 20 août 2025 |                                                                                           |                                                                                           |                                                                                           |                                                                                           |                                                                                           |                                                                                           |                                                                                           |                                                                                           |

### Transport à la demande
| Ligne  | Caractéristiques | Caractéristiques | Caractéristiques | Caractéristiques | Caractéristiques | Caractéristiques | Caractéristiques | Caractéristiques | Caractéristiques |
| TAD 30 | Puilboreau — P+R Beaulieu ⥋ Desserte de Bourgneuf, Dompierre-sur-Mer, Montroy, Saint-Christophe, Sainte-Soulle et Saint-Médard-d'Aunis | Puilboreau — P+R Beaulieu ⥋ Desserte de Bourgneuf, Dompierre-sur-Mer, Montroy, Saint-Christophe, Sainte-Soulle et Saint-Médard-d'Aunis        | Puilboreau — P+R Beaulieu ⥋ Desserte de Bourgneuf, Dompierre-sur-Mer, Montroy, Saint-Christophe, Sainte-Soulle et Saint-Médard-d'Aunis        | Puilboreau — P+R Beaulieu ⥋ Desserte de Bourgneuf, Dompierre-sur-Mer, Montroy, Saint-Christophe, Sainte-Soulle et Saint-Médard-d'Aunis        | Puilboreau — P+R Beaulieu ⥋ Desserte de Bourgneuf, Dompierre-sur-Mer, Montroy, Saint-Christophe, Sainte-Soulle et Saint-Médard-d'Aunis        | Puilboreau — P+R Beaulieu ⥋ Desserte de Bourgneuf, Dompierre-sur-Mer, Montroy, Saint-Christophe, Sainte-Soulle et Saint-Médard-d'Aunis        | Puilboreau — P+R Beaulieu ⥋ Desserte de Bourgneuf, Dompierre-sur-Mer, Montroy, Saint-Christophe, Sainte-Soulle et Saint-Médard-d'Aunis        | Puilboreau — P+R Beaulieu ⥋ Desserte de Bourgneuf, Dompierre-sur-Mer, Montroy, Saint-Christophe, Sainte-Soulle et Saint-Médard-d'Aunis        | Puilboreau — P+R Beaulieu ⥋ Desserte de Bourgneuf, Dompierre-sur-Mer, Montroy, Saint-Christophe, Sainte-Soulle et Saint-Médard-d'Aunis        |
| ------ | --- | --- | --- | --- | --- | --- | --- | --- | --- |
| TAD 30 | Ouverture / Fermeture 4 septembre 2017 / — | Longueur — | Durée — | Nb. d’arrêts 28 | Matériel Renault Trafic III | Jours de fonctionnement L, Ma, Me, J, V | Jour / Soir / Nuit / Fêtes O / N / N / N | Voy. / an — | Exploitant Transdev Océcars |
| TAD 30 | Desserte : - Villes et lieux desservis : Puilboreau, Bourgneuf, Dompierre-sur-Mer, Montroy, Saint-Christophe, Sainte-Soulle, Saint-Médard-d'Aunis - Gare desservie : Aucune | | | | | | | | |
| TAD 30 | Autre : - Amplitude horaire : - Le service fonctionne de 10h00 à 11h30 et de 14h00 à 16h00. - Fonctionnement : - Le service de Transport à la Demande fonctionne via une réservation faite, au plus tard, une heure avant le départ, sur le site internet du réseau Yélo ou l'application Yélo à la Demande. Le TAD 30 dessert les communes intégrantes de sa zone sans itinéraire précis, avant d'effectuer son terminus à P+R Beaulieu, en correspondance avec la ligne .                                        | | | | | | | | |
| TAD 30 | Dernière actualisation : 20 août 2025 | | | | | | | | |
| TAD 31 | Gare de Châtelaillon-Plage ⥋ Desserte de Châtelaillon-Plage, Saint-Vivien, Salles-sur-Mer, Thairé et Yves | Gare de Châtelaillon-Plage ⥋ Desserte de Châtelaillon-Plage, Saint-Vivien, Salles-sur-Mer, Thairé et Yves                                     | Gare de Châtelaillon-Plage ⥋ Desserte de Châtelaillon-Plage, Saint-Vivien, Salles-sur-Mer, Thairé et Yves                                     | Gare de Châtelaillon-Plage ⥋ Desserte de Châtelaillon-Plage, Saint-Vivien, Salles-sur-Mer, Thairé et Yves                                     | Gare de Châtelaillon-Plage ⥋ Desserte de Châtelaillon-Plage, Saint-Vivien, Salles-sur-Mer, Thairé et Yves                                     | Gare de Châtelaillon-Plage ⥋ Desserte de Châtelaillon-Plage, Saint-Vivien, Salles-sur-Mer, Thairé et Yves                                     | Gare de Châtelaillon-Plage ⥋ Desserte de Châtelaillon-Plage, Saint-Vivien, Salles-sur-Mer, Thairé et Yves                                     | Gare de Châtelaillon-Plage ⥋ Desserte de Châtelaillon-Plage, Saint-Vivien, Salles-sur-Mer, Thairé et Yves                                     | Gare de Châtelaillon-Plage ⥋ Desserte de Châtelaillon-Plage, Saint-Vivien, Salles-sur-Mer, Thairé et Yves                                     |
| TAD 31 | Ouverture / Fermeture 4 septembre 2017 / — | Longueur — | Durée — | Nb. d’arrêts 33 | Matériel Renault Trafic III | Jours de fonctionnement L, Ma, Me, J, V | Jour / Soir / Nuit / Fêtes O / N / N / N | Voy. / an — | Exploitant Transdev Océcars |
| TAD 31 | Desserte : - Villes et lieux desservis : Châtelaillon-Plage, Saint-Vivien, Salles-sur-Mer, Thairé et Yves - Gare desservie : Châtelaillon-Plage | | | | | | | | |
| TAD 31 | Autre : - Amplitude horaire : - Le service fonctionne de 9h00 à 13h30 et de 14h00 à 16h00. - Fonctionnement : - Le service de Transport à la Demande fonctionne via une réservation faite, au plus tard, une heure avant le départ, sur le site internet du réseau Yélo ou l'application Yélo à la Demande. Le TAD 31 dessert les communes intégrantes de sa zone sans itinéraire précis, avant d'effectuer son terminus à la Gare de Châtelaillon-Plage, en correspondance avec la ligne 20 et les lignes TER.    | | | | | | | | |
| TAD 31 | Dernière actualisation : 20 août 2025 | | | | | | | | |
| TAD 32 | Gare de La Jarrie / La Rochelle — Villeneuve - Fabre d'Eglantine ⥋ Desserte de Clavette, Croix-Chapeau, La Jarne, La Jarrie et Salles-sur-Mer | Gare de La Jarrie / La Rochelle — Villeneuve - Fabre d'Eglantine ⥋ Desserte de Clavette, Croix-Chapeau, La Jarne, La Jarrie et Salles-sur-Mer | Gare de La Jarrie / La Rochelle — Villeneuve - Fabre d'Eglantine ⥋ Desserte de Clavette, Croix-Chapeau, La Jarne, La Jarrie et Salles-sur-Mer | Gare de La Jarrie / La Rochelle — Villeneuve - Fabre d'Eglantine ⥋ Desserte de Clavette, Croix-Chapeau, La Jarne, La Jarrie et Salles-sur-Mer | Gare de La Jarrie / La Rochelle — Villeneuve - Fabre d'Eglantine ⥋ Desserte de Clavette, Croix-Chapeau, La Jarne, La Jarrie et Salles-sur-Mer | Gare de La Jarrie / La Rochelle — Villeneuve - Fabre d'Eglantine ⥋ Desserte de Clavette, Croix-Chapeau, La Jarne, La Jarrie et Salles-sur-Mer | Gare de La Jarrie / La Rochelle — Villeneuve - Fabre d'Eglantine ⥋ Desserte de Clavette, Croix-Chapeau, La Jarne, La Jarrie et Salles-sur-Mer | Gare de La Jarrie / La Rochelle — Villeneuve - Fabre d'Eglantine ⥋ Desserte de Clavette, Croix-Chapeau, La Jarne, La Jarrie et Salles-sur-Mer | Gare de La Jarrie / La Rochelle — Villeneuve - Fabre d'Eglantine ⥋ Desserte de Clavette, Croix-Chapeau, La Jarne, La Jarrie et Salles-sur-Mer |
| TAD 32 | Ouverture / Fermeture 4 septembre 2017 / — | Longueur — | Durée — | Nb. d’arrêts 32 | Matériel Renault Trafic III | Jours de fonctionnement L, Ma, Me, J, V | Jour / Soir / Nuit / Fêtes O / N / N / N | Voy. / an — | Exploitant Transdev Océcars |
| TAD 32 | Desserte : - Villes et lieux desservis : La Rochelle, La Jarrie, Clavette, Croix-Chapeau, La Jarne, Salles-sur-Mer - Gare desservie : La Jarrie | | | | | | | | |
| TAD 32 | Autre : - Amplitude horaire : - Le service fonctionne de 10h00 à 11h30 et de 14h00 à 15h45. - Fonctionnement : - Le service de Transport à la Demande fonctionne via une réservation faite, au plus tard, une heure avant le départ, sur le site internet du réseau Yélo ou l'application Yélo à la Demande. Le TAD 32 dessert les communes intégrantes de sa zone sans itinéraire précis, avant d'effectuer son terminus à la Gare de Jarrie ou à Fabre d'Eglantine, en correspondance avec la et les lignes TER. | | | | | | | | |
| TAD 32 | Dernière actualisation : 20 août 2025 | | | | | | | | |

### Lignes vers l'Île de Ré
Deux lignes fonctionnant en juillet et août.
| Ligne | Caractéristiques | Caractéristiques                                                   | Caractéristiques                                                   | Caractéristiques                                                   | Caractéristiques                                                   | Caractéristiques                                                   | Caractéristiques                                                   | Caractéristiques                                                   | Caractéristiques                                                   |
| 50    | La Rochelle — Place de Verdun ⥋ Rivedoux-Plage — Sablanceaux-Plage | La Rochelle — Place de Verdun ⥋ Rivedoux-Plage — Sablanceaux-Plage | La Rochelle — Place de Verdun ⥋ Rivedoux-Plage — Sablanceaux-Plage | La Rochelle — Place de Verdun ⥋ Rivedoux-Plage — Sablanceaux-Plage | La Rochelle — Place de Verdun ⥋ Rivedoux-Plage — Sablanceaux-Plage | La Rochelle — Place de Verdun ⥋ Rivedoux-Plage — Sablanceaux-Plage | La Rochelle — Place de Verdun ⥋ Rivedoux-Plage — Sablanceaux-Plage | La Rochelle — Place de Verdun ⥋ Rivedoux-Plage — Sablanceaux-Plage | La Rochelle — Place de Verdun ⥋ Rivedoux-Plage — Sablanceaux-Plage |
| ----- | --- | ------------------------------------------------------------------ | ------------------------------------------------------------------ | ------------------------------------------------------------------ | ------------------------------------------------------------------ | ------------------------------------------------------------------ | ------------------------------------------------------------------ | ------------------------------------------------------------------ | ------------------------------------------------------------------ |
| 50    | Ouverture / Fermeture — / — | Longueur —                                                         | Durée 20 à 25 min                                                  | Nb. d’arrêts 16                                                    | Matériel GX 427                                                    | Jours de fonctionnement L, Ma, Me, J, V, S, D                      | Jour / Soir / Nuit / Fêtes O / — / N / O                           | Voy. / an —                                                        | Exploitant Yélo Mobilités                                          |
| 50    | Desserte : - Communes : La Rochelle • Rivedoux-Plage - Arrêts desservis : La Rochelle : Place de Verdun, Claude Masse, Coligny, Missy, Saint-Maurice, Quatre Fages, Rossignolette, Vaugouin, Jacques Henry, Laleu Sport, Montréal, Chiron long, Montcalm, La Repentie ... Rivedoux-Plage : ... Sablanceaux-Plage |                                                                    |                                                                    |                                                                    |                                                                    |                                                                    |                                                                    |                                                                    |                                                                    |
| 50    | Autre : |                                                                    |                                                                    |                                                                    |                                                                    |                                                                    |                                                                    |                                                                    |                                                                    |
| 50    | Dernière actualisation : — |                                                                    |                                                                    |                                                                    |                                                                    |                                                                    |                                                                    |                                                                    |                                                                    |
| 51    | BUS VÉLO | BUS VÉLO                                                           | BUS VÉLO                                                           | BUS VÉLO                                                           | BUS VÉLO                                                           | BUS VÉLO                                                           | BUS VÉLO                                                           | BUS VÉLO                                                           | BUS VÉLO                                                           |
| 51    | La Rochelle — Place de Verdun ⥋ Rivedoux-Plage — Sablanceaux-Plage |                                                                    |                                                                    |                                                                    |                                                                    |                                                                    |                                                                    |                                                                    |                                                                    |
| 51    | Ouverture / Fermeture — / — | Longueur —                                                         | Durée 10 à 15 min                                                  | Nb. d’arrêts 4                                                     | Matériel Irisbus Agora L et Heuliez GX 427 transformés             | Jours de fonctionnement L, Ma, Me, J, V, S, D                      | Jour / Soir / Nuit / Fêtes O / — / N / O                           | Voy. / an —                                                        | Exploitant Yélo Mobilités                                          |
| 51    | Desserte : - Communes : La Rochelle • Rivedoux-Plage - Arrêts desservis : La Rochelle : Place de Verdun, La Repentie ... Rivedoux-Plage : ... Sablanceaux-Plage |                                                                    |                                                                    |                                                                    |                                                                    |                                                                    |                                                                    |                                                                    |                                                                    |
| 51    | Autre : Le bus vélo est réservé en priorité aux clients munis d'un vélo et qui se rendent à Sablanceaux-Plage Le transport de personnes dans la partie arrière de ces véhicules est interdite. |                                                                    |                                                                    |                                                                    |                                                                    |                                                                    |                                                                    |                                                                    |                                                                    |
| 51    | Dernière actualisation : — |                                                                    |                                                                    |                                                                    |                                                                    |                                                                    |                                                                    |                                                                    |                                                                    |

### Lignes scolaires
Descriptif des lignes :
- 2** = Collèges
- 3** = Lycées
- 4** = Écoles Primaires

| No  | Itinéraire |
| --- | --- |
| 201 | Collège Jean Guitton ↔ Lagord / Nieul                                                                                   |
| 202 | Collège Jean Guitton ↔ L'Houmeau / Lagord                                                                               |
| 203 | Collège Jean Guitton ↔ Nieul / Marsilly / Esnandes / Lagord / L'Houmeau / St Xandre                                     |
| 211 | Collège Beauregard ↔ Place de Verdun / Avenue Marius Lacroix                                                            |
| 212 | Collège Beauregard ↔ Puilboreau                                                                                         |
| 213 | Collège Beauregard ↔ Nieul via Saint Xandre                                                                             |
| 214 | Collège Beauregard ↔ St-Eloi / Rompsay                                                                                  |
| 221 | Collège Fabre d'Eglantine ↔ St-Rogatien / Périgny                                                                       |
| 222 | Collège Fabre d'Eglantine ↔ Périgny                                                                                     |
| 223 | Collège Fabre d'Eglantine ↔ Périgny                                                                                     |
| 231 | Collège Albert Camus ↔ Villeneuve                                                                                       |
| 232 | Collège Albert Camus ↔ Les Minimes                                                                                      |
| 241 | Collège Marc Chagall ↔ Dompierre / Sainte Soulle                                                                        |
| 242 | Collège Marc Chagall ↔ Bourgneuf / Vérines                                                                              |
| 251 | Collège Françoise Dolto ↔ Saint-Médard-d'Aunis / Saint-Christophe / La Jarrie / Montroy                                 |
| 252 | Collège Françoise Dolto ↔ Bourgneuf / Clavette / Montroy                                                                |
| 253 | Collège Françoise Dolto ↔ Salles Sur Mer / Croix-Chapeau / La Jarrie                                                    |
| 254 | Collège Françoise Dolto ↔ Bourgneuf / Montroy                                                                           |
| 255 | Collège Françoise Dolto ↔ La Jarrie / St Christophe / St Médard                                                         |
| 256 | Collège Françoise Dolto ↔ St Médard                                                                                     |
| 261 | Collège de l'Atlantique ↔ Aytré (Nord)                                                                                  |
| 262 | Collège de l'Atlantique ↔ La Jarne                                                                                      |
| 263 | Collège de l'Atlantique ↔ Angoulins                                                                                     |
| 271 | Collège André Malraux ↔ Châtelaillon / La Jarne / St Vivien / Salles sur Mer                                            |
| 272 | Collège André Malraux ↔ Châtelaillon/ St Vivien / Thairé                                                                |
| 273 | Collège André Malraux ↔ Châtelaillon / Yves                                                                             |
| 274 | Collège A. Malraux ↔ Châtelaillon / La Jarne / Salles sur Mer                                                           |
| 275 | Collège A. Malraux ↔ Châtelaillon / La Jarne / Thairé / Yves                                                            |
| 276 | Collège A. Malraux ↔ Châtelaillon / La Jarne                                                                            |
| 300 | Lycée Saint-Exupery ↔ Place de Verdun                                                                                   |
| 302 | Lycée Saint-Exupery ↔ Laleu / Mireuil / Saint-Maurice                                                                   |
| 309 | Lycée Valin ↔ Lycée Saint-Exupery                                                                                       |
| 310 | LEP Rompsay-Doriole ↔ Place de Verdun                                                                                   |
| 311 | LEP Rompsay-Doriole ↔ Place de Verdun                                                                                   |
| 319 | LEP Rompsay-Doriole ↔ Navette Lycée Valin                                                                               |
| 321 | Lycée Valin ↔ Saint-Rogatien / Périgny                                                                                  |
| 322 | Lycée Valin ↔ Saint-Médard-d'Aunis / Saint-Christophe                                                                   |
| 323 | Lycée Valin ↔ Montroy / Bourgneuf / Clavette                                                                            |
| 324 | Lycée Valin ↔ La Jarrie / Clavette / Bourgneuf                                                                          |
| 325 | Lycée Valin ↔ Croix-Chapeau / La Jarne / Salles sur Mer                                                                 |
| 326 | Lycée Valin ↔ Salles-sur-Mer / Saint-Vivien / Thairé / Yves / Chatelaillon-Plage / Angoulins-sur-Mer / Aytré / La Jarne |
| 327 | Lycée Valin ↔ Dompierre / Périgny                                                                                       |
| 329 | Lycée Valin ↔ Gare SNCF                                                                                                 |
| 331 | Lycée Vieljeux ↔ Esnandes / Lagord / Marsilly / Nieul                                                                   |
| 339 | Lycée Vieljeux ↔ Navette Lycée Valin                                                                                    |
| 341 | Lycée Dautet et Centre-Ville ↔ Bourgneuf / Dompierre / Nieul / Ste Soulle / St Xandre                                   |
| 342 | Lycée Dautet et Centre-Ville ↔ Bourgneuf / Dompierre / Puilboreau / Ste Soulle / Vérines                                |
| 343 | Place de Verdun → Saint-Vivien / Thairé / Yves / St Vivien / Thairé / Yves                                              |
| 344 | Place de Verdun → Bourgneuf / Croix Chapeau / Montroy / Périgny / St Christophe / St Médard                             |
| 345 | Place de Verdun → Clavette / Croix Chapeau / La Jarrie / Périgny / Salles sur Mer                                       |
| 346 | Place de Verdun → La Jarne / Salles sur Mer                                                                             |
| 349 | Lycée Dautet et Centre-Ville ↔ Navette Lycée Valin                                                                      |
| 391 | Fénelon Notre Dame ↔ Saint-Xandre                                                                                       |
| 392 | Gare SNCF → Lycées / Centre-Ville                                                                                       |
| 393 | Gare SNCF → Université / Les Minimes                                                                                    |
| 401 | Écoles Primaires : Clavette ↔ Montroy                                                                                   |

### Arrêts
Le réseau de la ville de La Rochelle se compose d'une desserte d'un peu plus de 600 arrêts avec des arrêts desservants des lieux clés comme la Gare de La Rochelle-Ville, le Stade Marcel-Deflandre, l'Aquarium de La Rochelle, le Musée maritime de La Rochelle, ou encore la cité universitaire de La Rochelle.

### Sites propres
De nombreuses portions de lignes du réseau ont des voies de bus qui leur sont réservées comme sur le boulevard Sautel, le chemin des remparts ou encore dans la Zone Commerciale de Beaulieu pour . Les lignes  et  circulent de L'Aquarium à la Maison de la Charente-Maritime sur une voie de bus et en partie sur une ancienne voie de Tram.

## Parc de véhicules
En Mars 2025, le parc d'autobus du réseau Yélo est composé de 154 véhicules dont 30 bus articulés, 93 bus standards, 4 minibus et 27 autocars. Au sein de cette flotte, 14 bus fonctionnent à l'électrique, 12 bus fonctionnent au gaz naturel, les autres véhicules sont équipés de hybride Diesel-électrique et les autres véhicules sont équipés de moteurs Diesel.

### Yelo Mobilités

#### Bus articulés
| Constructeur | Modèle              | Nombre | Numéros de parc    | Période de mise en service          | Affectation | Observation                                                                                     |
| ------------ | ------------------- | ------ | ------------------ | ----------------------------------- | --- | ----------------------------------------------------------------------------------------------- |
| Heuliez Bus  | GX 427              | 6      | 350-355            | Entre mars 2010 à novembre 2013     | 8 | –                                                                                               |
| Heuliez Bus  | GX 427 BHNS         | 8      | 370-377            | Entre décembre 2009 à décembre 2011 | Autobus de La Rochelle#Ligne 2 · Autobus de La Rochelle#Ligne 3 · Autobus de La Rochelle#Ligne 4 · Autobus de La Rochelle#Ligne N2 | –                                                                                               |
| Heuliez Bus  | GX 427 Hybride      | 1      | 399                | Janvier 2013                        | Autobus de La Rochelle#Ligne 2 · Autobus de La Rochelle#Ligne 3                                                                    | Véhicule acheté à Société d'économie mixte des transports en commun de l'agglomération nantaise |
| Heuliez Bus  | GX 437 Hybride      | 10     | 390-400 (Sauf 399) | Entre décembre 2016 à décembre 2020 | Autobus de La Rochelle#Ligne 2 · Autobus de La Rochelle#Ligne 3                                                                    | –                                                                                               |
| Irisbus      | Agora L             | 1      | 334                | Entre octobre 2002 à novembre 2004  | Autobus de La Rochelle#Ligne 2 · Autobus de La Rochelle#Ligne 3 · Autobus de La Rochelle#Ligne 4 · Autobus de La Rochelle#Ligne 51 | Série en cours de réforme.                                                                      |
| Irisbus      | Citelis 18          | 0      | -                  | Entre mai 2007 à août 2009          | 8 | Série réformée depuis Novembre 2024.                                                            |
| Iveco Bus    | Urbanway 18 GNV     | 4      | 251-254            | Entre septembre 2020 à juillet 2021 | 8 | –                                                                                               |
| Iveco Bus    | Urbanway 18 Hybride | ?      | 402-?              | A venir                             | Autobus de La Rochelle#Ligne 2 · Autobus de La Rochelle#Ligne 3 · Autobus de La Rochelle#Ligne 4                                   | Livraison en cours                                                                              |

#### Bus standards
| Constructeur | Modèle      | Nombre | Numéros de parc                   | Période de mise en service           | Affectation       | Observation                     |
| ------------ | ----------- | ------ | --------------------------------- | ------------------------------------ | ----------------- | ------------------------------- |
| Heuliez Bus  | GX 317      | 0      | -                                 | Entre janvier 2002 à juillet 2004    | 6 7 8 11          | Série réformée depuis Mars 2024 |
| Heuliez Bus  | GX 327      | 32     | 548-551, 553-554 556-546, 549-580 | Entre octobre 2005 à octobre 2013    | 6 7 8 11 12 13 16 | –                               |
| Heuliez Bus  | GX 337      | 4      | 581-584                           | Juillet 2014                         | 6 11              | Dernier bus dissel du réseau    |
| Heuliez Bus  | GX 337 ELEC | 11     | 455-465                           | Janvier 2024                         | 6 11 13           | –                               |
| Heuliez Bus  | GX 337 GNV  | 8      | 201-208                           | Entre septembre 2020 à novembre 2021 | 6 7 11 13         | –                               |

#### Minibus
| Constructeur | Modèle          | Nombre | Numéros de parc | Période de mise en service       | Affectation    | Observation |
| ------------ | --------------- | ------ | --------------- | -------------------------------- | -------------- | ----------- |
| Renault      | Master III TPMR | 4      | 041-044         | Entre juin 2016 et décembre 2018 | adapté aux PMR | –           |

### Transdev Urbain La Rochelle

#### Bus standards
| Constructeur | Modèle              | Nombre | Numéros de parc                 | Période de mise en service      | Affectation                        | Observation |
| ------------ | ------------------- | ------ | ------------------------------- | ------------------------------- | ---------------------------------- | ----------- |
| Heuliez Bus  | Heuliez GX 327      | 4      | 601-602, 96445, 96448           | Entre Mars 2006 et août 2010    | 10 + Lignes scolaires              |             |
| Heuliez Bus  | GX 337 ELEC         | 3      | 1804-1806                       | Mars 2019                       | 14                                 | –           |
| Irisbus      | Crossway LE City    | 28     | 0901-0922, 1015-1017, 1214-1216 | Entre juin 2009 à novembre 2012 | 10 17 18 19 20 21 Lignes scolaires | –           |
| Iveco Bus    | Crossway LE City    | 2      | 1405-1406                       | Entre juin 2014 et juillet 2014 | 10 17 18 19 20 21 Lignes scolaires | –           |
| Scania       | Citywide LF Ethanol | 1      | 105814                          | Février 2020                    | 10                                 | –           |

### Transdev Océcars

#### Autocars
| Constructeur  | Modèle        | Nombre | Numéros de parc                       | Période de mise en service         | Affectation      | Observation |
| ------------- | ------------- | ------ | ------------------------------------- | ---------------------------------- | ---------------- | ----------- |
| Irisbus       | Récréo II     | 11     | 1103, 1106-1108, 1303-1304, 1703-1705 | Entre mai 2011 à septembre 2013    | Lignes scolaires | –           |
| Iveco Bus     | Crossway Pop  | 10     | 1408-1409, 1502-1506, 1601-1602, 1714 | Entre juillet 2014 à novembre 2017 | Lignes scolaires | –           |
| Irisbus       | Crossway      | 5      | 936-937, 7927, 20384-20385            | Entre 2009 et 2012                 | Lignes scolaires |             |
| Mercedes-Benz | Intouro II ME | 1      | 27417                                 | Septembre 2012                     | Lignes scolaires | –           |

### Dépôts
- Le dépôt de Yelo Mobilités est situé dans la principauté, au Rue du Moulin de Vendôme ; 17140 Lagord
- Le dépôt de Océcars et Transdev est situé dans la principauté, au 31, rue Rameau ; 17000 La Rochelle